# Gran tour de Carlos IX de Francia

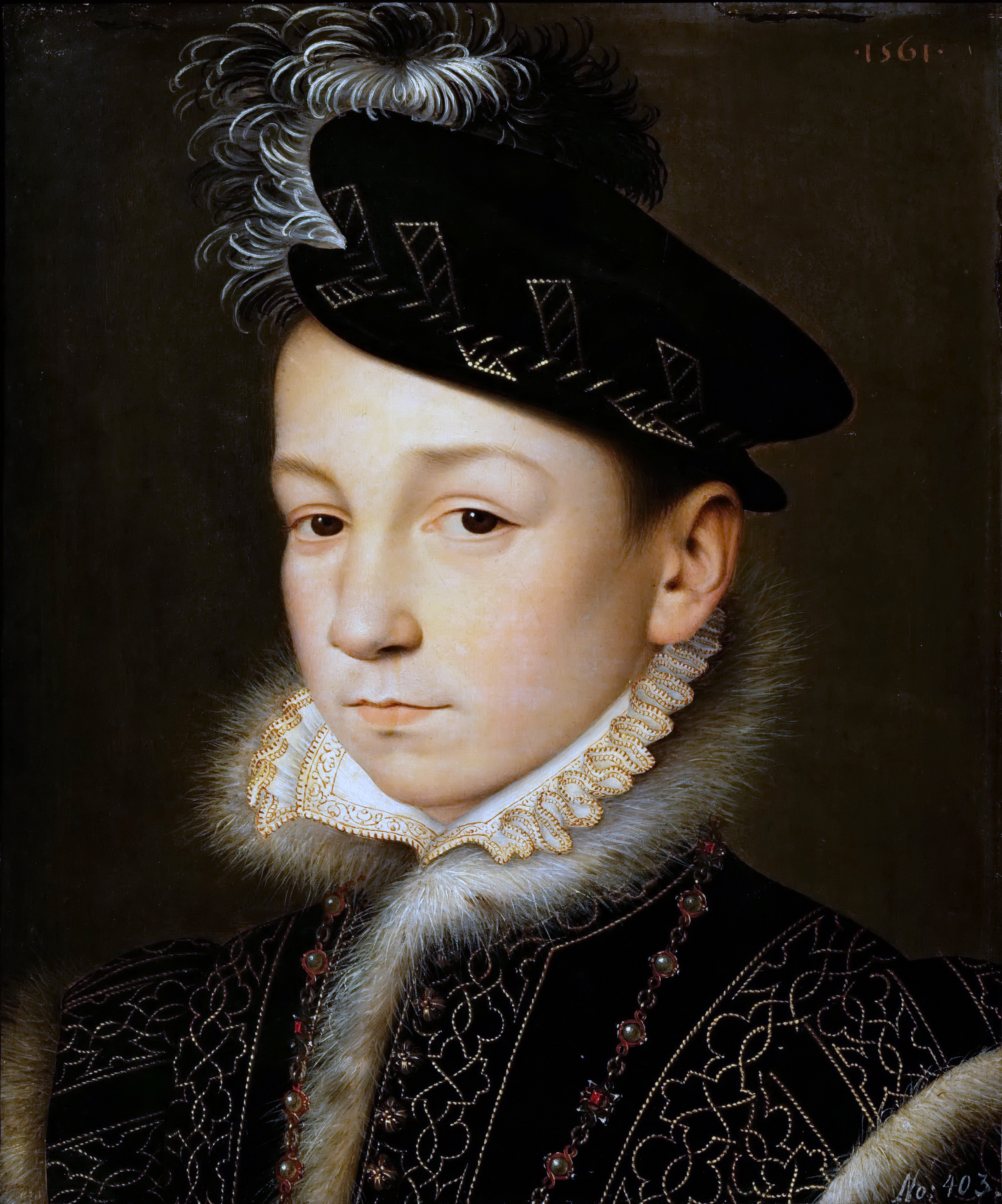
Charles IX en 1561, por François Clouet.

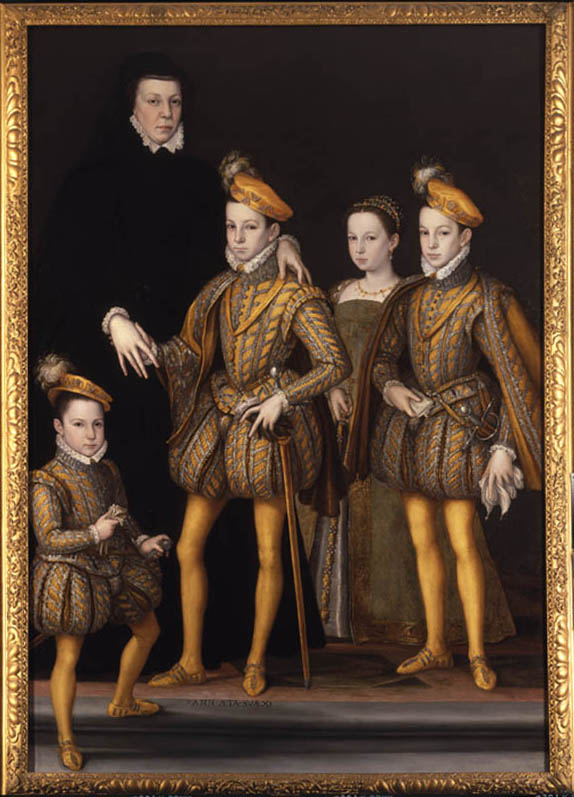
Catalina de Médici con sus hijos en 1561: Francisco, Carlos IX, Margarita y Enrique.

Mapa del Gran Tour de Francia de Carlos IX.

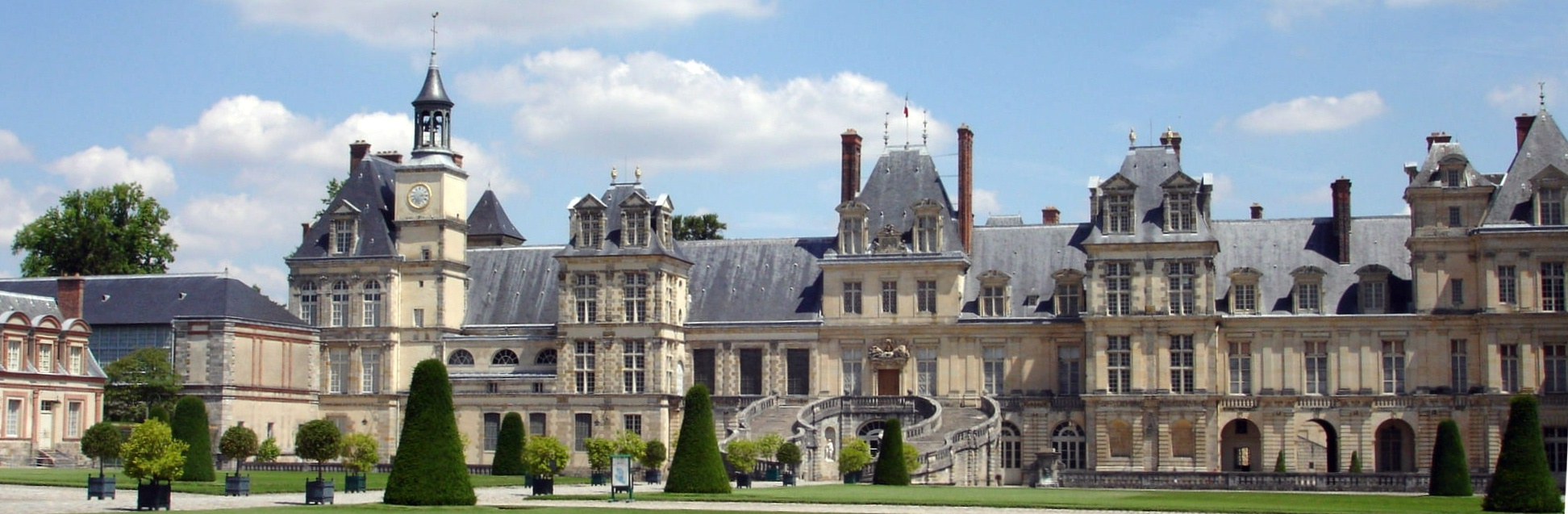
Carlos IX se alojó en el castillo de Fontainebleau del 31 de enero al 13 de marzo de 1564.

La gran gira o tour de Francia fue una entrada real en torno a Francia realizada por Carlos IX de Francia. La visita fue organizada por su madre, Catalina de Médici, para mostrarle su reino, que había sido devastado por la primera de las Guerras de religión de Francia. Partió de París el 24 de enero de 1564 (un año después de haber alcanzado su mayoría legal) y regresó allí el 1 de mayo de 1566. Acompañado por su familia y Catalina como reina-madre, el rey cubrió casi 4000 kilómetros alrededor de las zonas fronterizas más remotas del reino, que comienza en el este, corre a lo largo de la frontera oriental hasta la Provenza antes de virar hacia el oeste, llega al océano Atlántico en Gascuña, luego regresa por el valle del Loira y termina en el Borbonés.
Su séquito era de aproximadamente 15 000 personas, incluyendo una escolta militar, su consejo privado, sirvientes que llevaban tapices, cofres y otros muebles, artesanos, príncipes y embajadores. Fue una demostración en escena del poder real después de la primera guerra de religión, para compensar la debilidad del trono en las provincias y para forjar la unidad del reino a su alrededor fortaleciendo los lazos de lealtad a la monarquía. En cada etapa del viaje, sus agentes se apresuraron a buscar alojamiento para él, en las grandes ciudades donde dormía en la casa del ciudadano más rico de la ciudad (que tuvo que mudarse durante la estadía del rey), pero con más frecuencia durmió en posadas. Encontrar alojamiento fue un verdadero problema, ya que el séquito que lo acompañaba y su familia estaba formado por varios miles de personas, con sus principales señores, cada uno de ellos usa a sus agentes para encontrar alojamiento antes que nadie; en resumen, primero en llegar, primero en ser atendido. Muchos señores tuvieron que dormir afuera donde se alojaba el rey.

## Objetivos
Los objetivos del viaje:
- Restablecer la autoridad real en las ciudades del reino mostrando al pequeño rey (Carlos IX) y a los pequeños príncipes (Príncipe Enrique Duque de Orléans, Príncipe François y Princesa Margarita).
- Reconciliar a protestantes y católicos y hacer cumplir los edictos de paz.
- Reconciliar la casa de Guisa y la casa de Montmorency.
- Conoce los soberanos extranjeros: Duque Carlos III de Lorena, duque Manuel Filiberto, el emperador Fernando I y el rey Felipe II de España (Catalina de Médicis no cumplió con los dos últimos).

## Etapas
Comentario preliminar: bajo el Antiguo Régimen, la comida del mediodía se llama cena (mientras que hoy es almuerzo). Cada vez que está escrito que el rey cena, significa que él come la comida del mediodía.
Los pasos más importantes están marcados en negrita.
- Salida de París el 24 de enero de 1564.
- Saint-Maur-des-Fossés (del 24 al 30 de enero de 1564): estancia de cinco días en el castillo de Saint-Maur perteneciente a la reina Catalina de Médicis.
- Corbeil (30-31 de enero de 1564): Después de haber cenado en Villeneuve-Saint-Georges el 30 de enero, el rey se detiene a dormir en Corbeil.
- Fontainebleau (31 de enero a las 13 de marzo de 1564): El rey vuelve a la carretera el 31 de enero, cena en Le Lys y llegua por la noche al castillo de Fontainebleau. Después de asistir a suntuosas fiestas durante su estancia en el castillo, el Cour des Valois vuelve a la carretera.13 de marzo de 1564. Algunos historiadores consideran que la partida de Fontainebleau es el verdadero comienzo del gran tour de Francia de Carlos IX.

### En Champaña y Ducado de Bar
Dejando Fontainebleau, el rey entra en Champaña el 13 de marzo de 1564. Se queda en esta provincia hasta 18 de mayo de 1564 o 66 días (incluida una pequeña excursión de doce días en el Ducado de Bar).
- Montereau-Fault-Yonne (13-14 de marzo de 1564): Llegó a Champaña, el rey cena en Moret. Por la noche duerme en Montereau-Fault-Yonne y cena allí al día siguiente.
- Pont-sur-Yonne (14-15 de marzo de 1564): El rey duerme allí 14 de marzo, y cruza el Yonne en un puente de madera al día siguiente para llegar a Sens.
- Sens (15 al 17 de marzo de 1564): Sens es la primera ciudad real que visita Carlos IX durante su gira por Francia.
- Villeneuve-l'Archevêque (17 al 21 de marzo de 1564): Después de dejar Sens y cenar en Pont-sur-Vanne, el rey llega a Villeneuve-l'Archevêque y permanece allí durante tres días completos.
- Saint-Lyé (21 al 23 de marzo de 1564): El rey cena en el pobre pueblo de Saint-Liébault, actualmente Estissac, y llega a Saint-Lyé la noche de 21 de marzo.
- Troyes (23 de marzo al 16 de abril de 1564): El rey se queda 24 días en la ciudad episcopal de Troyes. Confirma la paz allí con la reina de Inglaterra Isabel I el 6 de abril.
- Saint-Sépulcre: El rey duerme allí 16 de marzo y cenar allí al día siguiente.
- Arcis-sur-Aube (17-18 de abril de 1564): El rey duerme allí 17 de abril y cenar allí al día siguiente.
- Poivres (18-19 de abril de 1564): El rey duerme allí 18 de abril.
- Écury-sur-Coole (19-20 de abril de 1564): Después de cenar en Dommartin, el rey continúa el camino hacia el pueblo pobre de Écury-sur-Coole donde se detiene a dormir antes de su entrada a Châlons programada para el día siguiente.
- Châlons (20 al 26 de abril de 1564): Llegada del rey para cenar el 20 de abril. Permanece seis días en la ciudad episcopal.
- Omey (26-27 de abril de 1564): Casa de champán donde duerme el rey 26 de abril y cenar al día siguiente.
- Vitry-le-François (27 al 29 de abril de 1564): Visita de la nueva ciudad, porque la antigua ciudad de Vitry-en-Perthois, ubicada a tres kilómetros al noreste, ardió veinte años antes en 1544.
- Sermaize (29-30 de abril de 1564): El rey cena en Bignicourt y llega por la noche a Sermaize para dormir.

Carlos IX y la Corte abandonan temporalmente el reino de Francia el 30 de abril de 1564, para ingresar al ducado de Bar.
- Fains (30 de abril-1 de mayo de 1564): Después de entrar en el Ducado de Lorena, Carlos IX hizo su primera parada en Fains para dormir. Está a solo cuatro kilómetros de Bar-le-Duc.
- Bar le Duc ( 1 al 9 de mayo de 1564): El soberano y la corte se encuentran en un país extranjero, en la capital de Barrois, en el ducado de Lorena. Catalina de Médicis conoce al duque Carlos III de Lorena. El 7 de mayo de 1564, asistió al bautizo de su primer nieto, el futuro Enrique II de Lorena, el hijo mayor del duque Carlos III.
- Ligny-en-Barrois (9-10 de mayo de 1564): El rey duerme allí 9 de mayo.
- Gondrecourt (10 al 12 de mayo de 1564): La procesión real sigue al Ornain, cena en Tréveray y se detiene en Gondrecourt para dormir el 10 de mayo. Se queda en la ciudad todo el día 11 de mayo, Día de la Ascensión en el año 1564.

Carlos IX y la Corte están de vuelta en el reino de Francia el 12 de mayo de 1564. En total permanecieron allí durante doce días.
- Reynel (12-13 de mayo de 1564): Después de abandonar Gondrecourt, el rey regresa a su reino, cena en Lezéville y se detiene a dormir en el castillo de Reynel ubicado en una montaña.
- Chaumont-en-Bassigny (13-14 de mayo de 1564): Pasando por el castillo fortificado de Monteclair, cerca del pueblo de Andelot, saluda al rey con una gran abundancia de artillería. El rey continúa su camino, cena en Darmannes y duerme en la ciudad fortificada de Chaumont-en-Bassigny el 13 de mayo.
- Langres (15 al 17 de mayo de 1564): Ciudad episcopal donde 6.000 hombres abandonaron la ciudad para recibir al rey.
- Montsaugeon (17-18 de mayo de 1564): El rey pasa su último día completo en Champaña. Cena en Longeau y se detiene a dormir en el gran pueblo de Montsaugeon. Al día siguiente, entró en Borgoña.

### En Borgoña

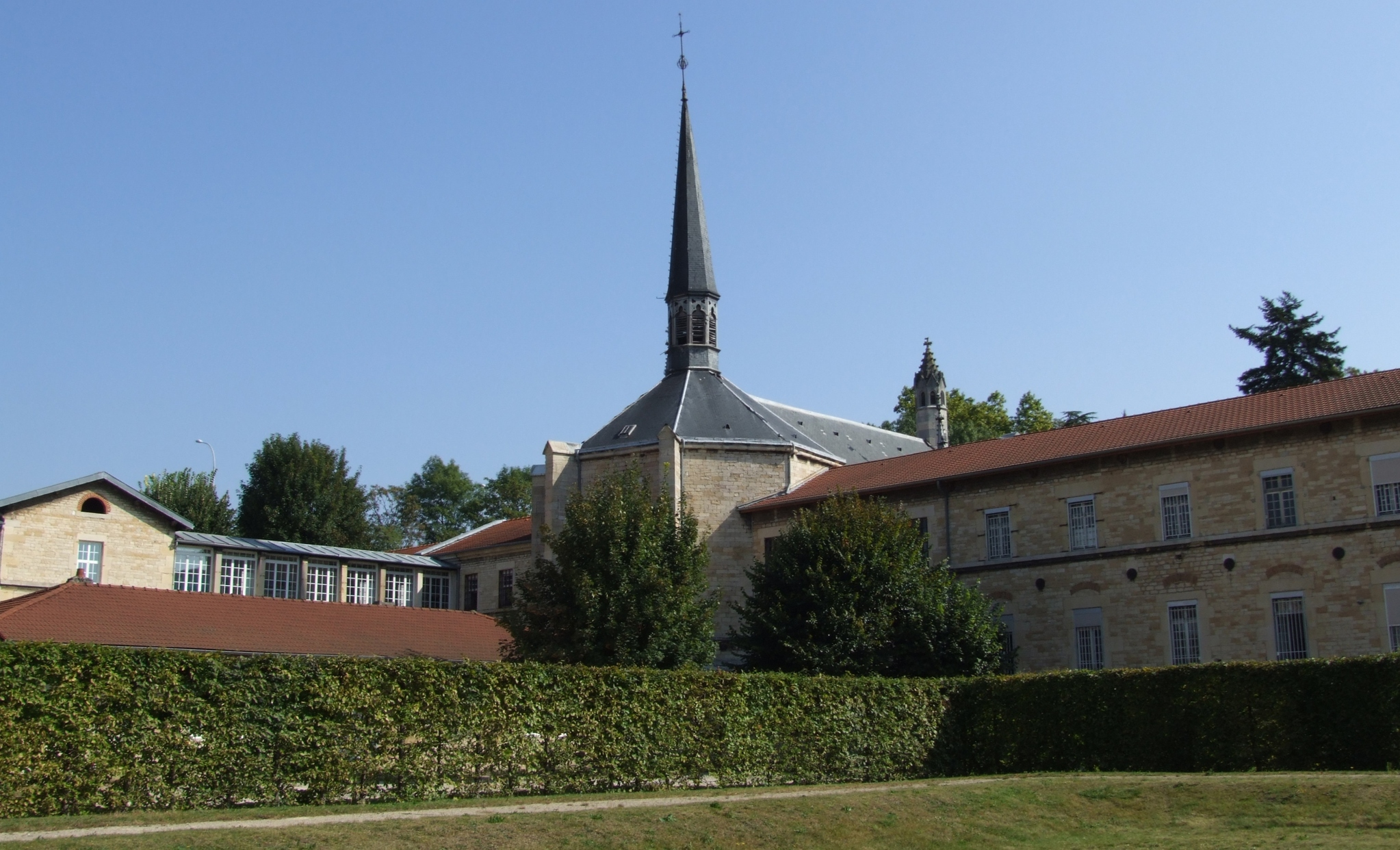
El rey se quedó en el Cartuja de Champmol del 19 al 22 de mayo de 1564.

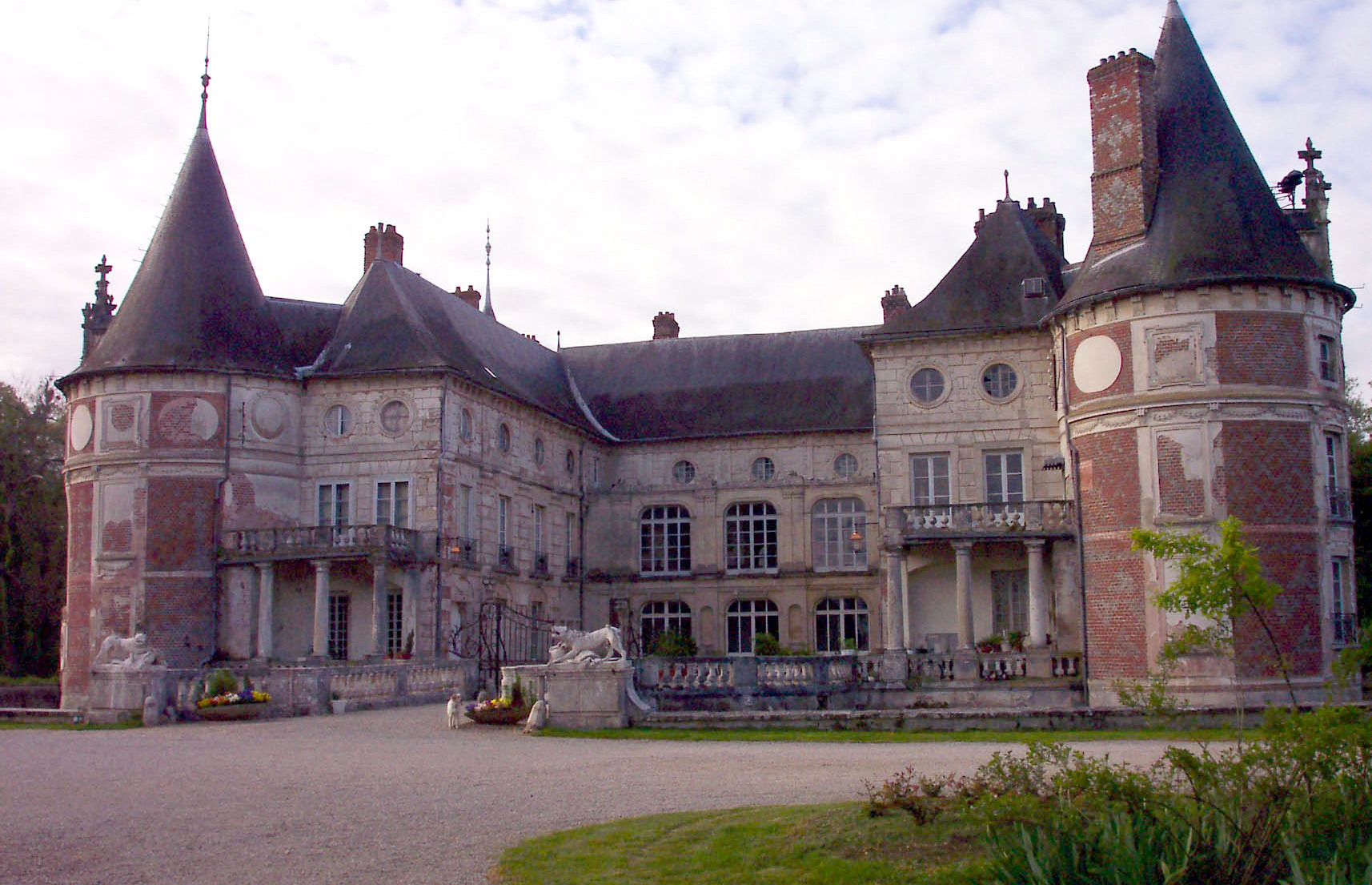
Carlos IX duerme en el castillo de Longecourt la noche del 27 al 28 de mayo de 1564.

Carlos IX entra en Borgoña el 18 de mayo de 1564. Se queda en esta provincia hasta el 9 de junio de 1564, en 22 días.
- Gemeaux (18-19 de mayo de 1564): El soberano hizo su primera parada en Borgoña en Trichâteau (hoy Til-Châtel) y luego se detiene a dormir en Gemeaux.
- Cartuja de Champmol (19 al 22 de mayo de 1564): Partió de Gemeaux, la procesión real cena en el pueblo de Messigny y continúa su camino hacia la Cartuja de Champsol, donde el soberano puede admirar las magníficas esculturas de las tumbas de los duques de Borgoña. Su estancia en el Chartreuse dura tres días. Se encuentra en la entrada oeste de Dijon.
- Dijon (22 al 27 de mayo de 1564): Carlos IX entró en la capital episcopal de la provincia de Borgoña el 22 de mayo. A pesar de la resistencia del Parlamento de Dijon, registró el 24 de mayo de 1564 el Edicto de la Paz de Amboise . Su estancia en Dijon dura cinco días y cena una vez en Tavannes, lugar teniente general del gobierno de Borgoña.
- Longecourt (27-28 de mayo de 1564): La familia Baissey le da la bienvenida al rey, en el castillo Longecourt-en-Plaine.
- Pagny (28 a30 de mayo de 1564): después de haber cruzado el Saona en barco, Catalina de Médicis y Carlos IX son recibidos por el condé Chabot-Charny en el castillo de Pagny. Se quedan dos días durante los cuales el señor del lugar les hizo hermosas fiestas.
- Ciel (30-31 de mayo de 1564): Por la mañana, el rey deja a Pagny, cruza Seurre, cena en Saunières en el Doubs y duerme en Ciel el 30 de mayo.
- Chalon (31 de mayo al 3 de junio de 1564): El rey y su corte recibieron una triunfal bienvenida de los Chalonnais. El rey hizo el Dios-partido el 1 de junio en Chalon. El convoy deja la ciudad el 3 de junio embarcándose en barcazas enviadas por la ciudad de Lyon para que Carlos IX navegue en el Saona hasta la capital de la Galia.
- Mâcon (3 al 9 de junio de 1564): Parada del convoy que navega por el río para visitar esta ciudad estratégica en el Saona. El rey deja la ciudad el 6 de junio para el almuerzo y la cena con el Condé de Bene's en Pont-de-Veyle, luego regresó a Mâcon. Él deja el Mâconnais y Borgoña el 9 de junio para dirigirse hacia Lyon y el valle del Ródano.

### En Lyonnais y Delfinado
Carlos IX llega a Lyon el 9 de junio de 1564, cerca del Dauphiné que comienza a descubrir un mes después, el 9 de julio de 1564. Se queda en esta provincia hasta el 21 de septiembre de 1564. Así, se quedó un mes en Lyonnais y 74 días en el Delfinado.
- Lyon (9 de junio de 1564): Llega el convoy real el 9 de junio a la Abadía de Isla Barbe, al norte de Lyon. El rey cenará en Lyon el 10 de junio con François de Scépeaux, mariscal de Vieilleville, luego regresa a Île Barbe. Al día siguiente, fue nuevamente al Mariscal de Vieilleville para pasar su primera noche en la ciudad. Es solo el 13 de junio que hace su solemne entrada con la Reina Madre. Durante su estancia, visitan principalmente monasterios e iglesias saqueadas por los hugonotes. El soberano firma un edicto que prohíbe el culto protestante en la ciudad. El rey también recibe una decoración. Es la Orden de la Jarretera de la Reina Isabel I de Inglaterra.

Durante su estancia en Lyonnais, el rey hizo algunas escapadas fuera de la ciudad. El29 de junio, él cena y sopa en Beauregard, una pequeña casa de Thomas de Gadagne, ubicada en Saint-Genis-Laval. La familia Gadagne es de Florencia en la Toscana. Catalina de Médicis, que ama a los florentinos establecidos en Francia, está muy feliz de acompañar al rey allí. El 4 de julio Carlos IX cena en Miribel para recibir al duque de Saboya Manuel Filiberto y la duquesa de Saboya Margarita, hija de Francisco I de Francia, con quien regresa a Lyon. El 6 de julio, cena en el castillo de Perron en Oullins en la casa de Albert de Gondi, señor de Perron. Pero la plaga que se desata en Lyon desde abril obligó a la Corte a abandonar la ciudad el 9 de julio de 1564 y establecerse en Crémieu.

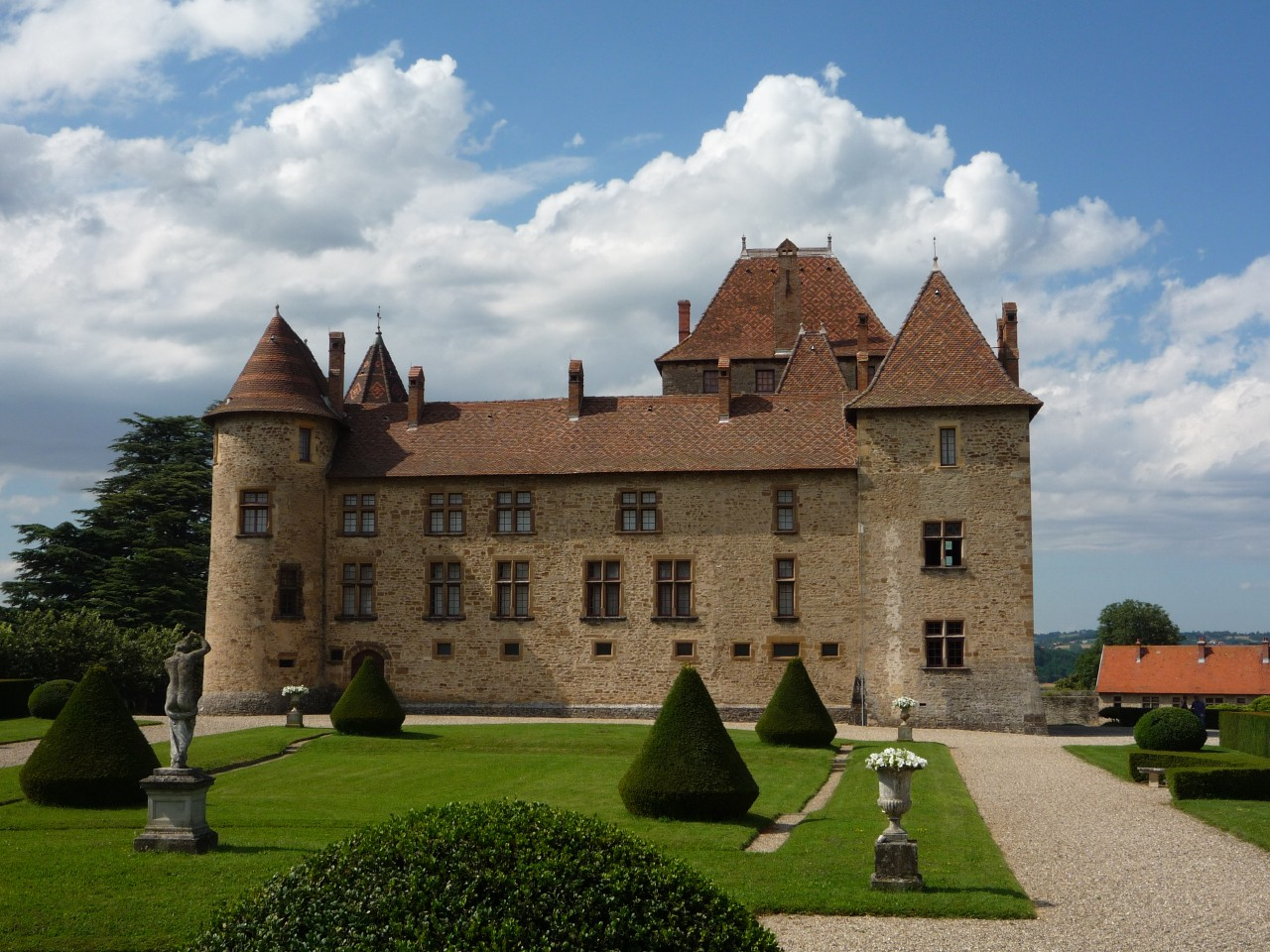
Carlos IX es recibido en el Castillo de Septème para la noche del 16 al 17 de julio de 1564.

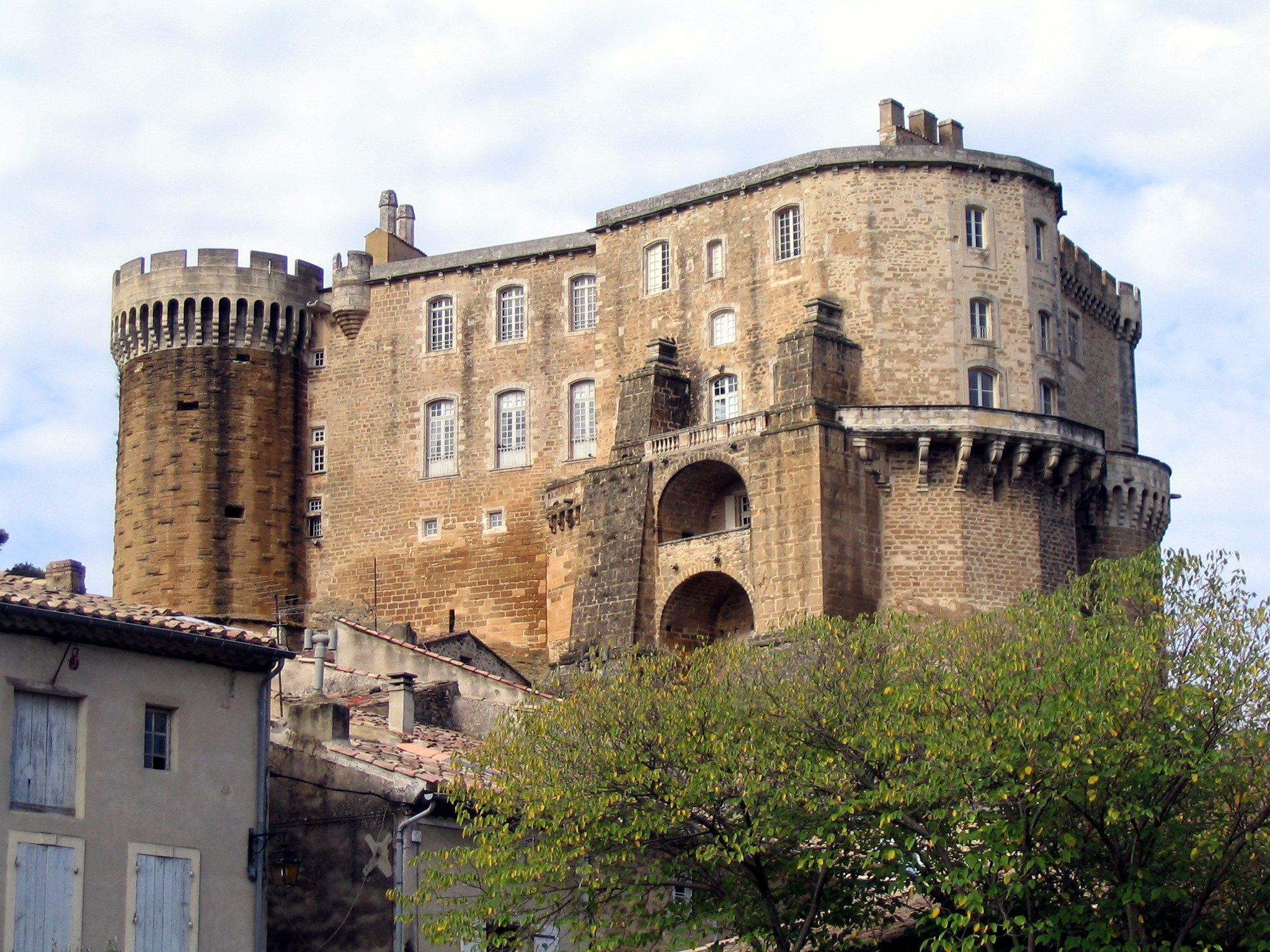
El rey cena en el Castillo de Suze-la-Rousse el 21 de septiembre de 1564.

- Crémieu (9 al 16 de julio de 1564): Saliendo de Lyon, el rey entra en el Delfinado cenando en Pont-de-Chéruy y estableciéndose durante siete días en Crémieu.
- Septème (16-17 de julio de 1564): Después de Crémieu, el rey toma la dirección del sur, cena en Heyrieux y luego es recibido por la noche en el castillo de Septème.
- Rosellón (17 de julio al 15 de agosto de 1564): El rey deja Septème, cena en el pueblo de Côtes-d'Arey y llega al Castillo de Rosellón en la tarde del 17 de julio para pasar una estadía de 28 días allí. Es recibido por el sobrino del cardenal François de Tournon. Durante este período se firmó el Edicto de Roussillon que elige una sola fecha, el 1 de enero al iniciar el año en Francia.
- Jarcieu (15-16 de agosto de 1564): después de un mes en el Rosellón, el rey abandona la ciudad la mañana del 15 de agosto, cenar en Anjou y pasar la noche en Jarcieu.
- Romans (16 al 22 de agosto de 1564): El rey toma el camino, cena en Châteauneuf y llega a los romanos para pasar seis días allí. Dejando la ciudad el 22 de agosto, cruza Isère por un puente para tomar el camino que dirige a Valence.
- Valence (22 de agosto al 2 de septiembre de 1564): El rey se queda doce días en la ciudad episcopal. Él deja la ciudad sorprendentemente el 2 de septiembre, después de la cena.
- L'Étoile (2 al 13 septiembre de 1564): El rey había dejado Valence en la noche del 2 de septiembre, no tiene tiempo para ir lejos. Se detiene en el pueblo de L'Étoile, hoy Étoile-sur-Rhône, a once kilómetros al sur de Valence. Luego, cayendo enfermo, tuvo que quedarse diez días en L'Étoile.
- Loriol (13-14 de septiembre de 1564): El rey cena allí y duerme allí.
- Montélimar (14 al 19 de septiembre de 1564): Antes de llegar a Montélimar, el rey cena en la aldea de Derbières (en la actual ciudad de La Coucourde). Entra en Montélimar el 14 de septiembre y se queda allí por cuatro días completos.
- Donzère (19-20 de septiembre de 1564): El rey cena allí y duerme allí.
- Saint-Paul-Trois-Châteaux (20-21 de septiembre de 1564): Carlos IX cena en el castillo de La Garde-Adhémar, perteneciente al barón Antoine Escalin des Aimars, luego se instala para pasar la noche en la ciudad episcopal de Saint-Paul-Trois-Châteaux.

Carlos IX se detiene por última vez en el Delfinado en Suze, el 21 de septiembre de 1564, para cenar en el Castillo de Suze-la-Rousse. El rey y la Reina Madre asisten al bautizo de Charlotte-Catherine, segunda hija de François de la Baume, el señor del lugar. El rey se convierte en su padrino. Después de un buen refrigerio de todo tipo de mermeladas, ofrecido después del bautismo, el soberano salió a la carretera hacia el Condado Venaissin.

### El Condado Venassino y Provenza
Carlos IX entra en el Condado Venassino el 21 de septiembre de 1564 (es la segunda vez, después del ducado de Lorena, que el rey deja su reino), luego en Provenza el 16 de octubre de 1564. Se queda en esta provincia hasta el 11 de diciembre de 1564. En total, permaneció 81 días en el Condado Venassino y Provenza.
- Bollène (21-22 de septiembre de 1564): Es la primera parada del rey en el Condado Venassino.
- Caderousse (22-23 de septiembre de 1564): antes de llegar a Caderousse a dormir, el rey cruza Mondragón, un pequeño pueblo provenzal encerrado en el Condado Venaissin, cena en Mornas y pasa por el pueblo episcopal de Orange.
- Pont-de-Sorgue (23-24 de septiembre de 1564): El rey pasa la noche de 23 de septiembre en Pont-de Sorgue (ahora Sorgues) en el palacio del papa de la ciudad. Cenó allí al día siguiente antes de entrar en Aviñón.
- Aviñón (24 de septiembre a 16 de octubre de 1564): El rey hizo su magnífica entrada en la ciudad arzobispal el 24 de septiembre luego asista a las vísperas en la catedral de Notre-Dame des Doms con el cardenal Alejandro Farnesio, el legado papal que lo recibe. Carlos IX permanece 21 días completos en la ciudad. Asiste en particular a las fiestas de San Miguel el 29 de septiembre y admira el palacio de los papas. Durante su estancia, un fuerte viento levantó piedras del tamaño de una nuez hasta la cara. El día de su partida, el rey cruzó el río Durance, un río muy difícil de cruzar en ese momento, en un puente de barco que se había construido para esta ocasión.

Después de 25 días en el Condado Venassino, Carlos IX se encuentra en su reino y visita la Provenza.
- Saint-Rémy (16-17 de octubre de 1564): Para su primera cena en Provenza, el rey hizo una parada en Châteaurenard y luego continuó su viaje a Saint-Rémy para dormir allí.
- Salon-de-Crau (17-18 de octubre de 1564): el rey cena en una sola casa en Touret antes de llegar la noche del 17 de octubre en Salon-de-Crau, que ahora se llama Salon-de-Provence. La familia real visita a Nostradamus. En esta ocasión, la reina madre lo nombra médico y asesor del rey.
- Lambesc (18-19 de octubre de 1564): El rey cena y duerme allí.
- Aix (19 al 24 de octubre de 1564): El rey cena en una casa de Saint-Jean-de-la-Sale y llega a Aix el 19 de octubre, ciudad arzobispal y capital de la provincia de Provenza. Fue recibido por la Cour des Comptes, mientras la ciudad se rebelaba contra el gobernador de Provenza, a quien la población consideraba demasiado tolerante con los protestantes. Va al parlamento el 23 de octubre e hizo talar el pino de Eguilles, donde los católicos habían ahorcado a muchos protestantes en años anteriores.
- Saint-Maximin (24-25 de octubre de 1564): Después de salir de Aix, el rey cena en Pourrières y duerme en Saint-Maximin. Al día siguiente fue a la abadía de Sainte-Baume (actualmente basílica de Santa-María Magdalena) anclado en una roca muy alta donde Santa María Magdalena estaba haciendo penitencia.
- Brignoles (25-27 de octubre de 1564): Después de haber pasado "montañas altas y molestas" de Sainte-Baume, el rey llega a Brignoles por la noche a las dos y media. Cena y luego se acuesta. Hizo su entrada oficial a la ciudad al día siguiente, e hizo que presentaran la merienda a las señoritas de la ciudad, que estaban muy bien vestidas. Bailan la volta y la martingala frente a él.

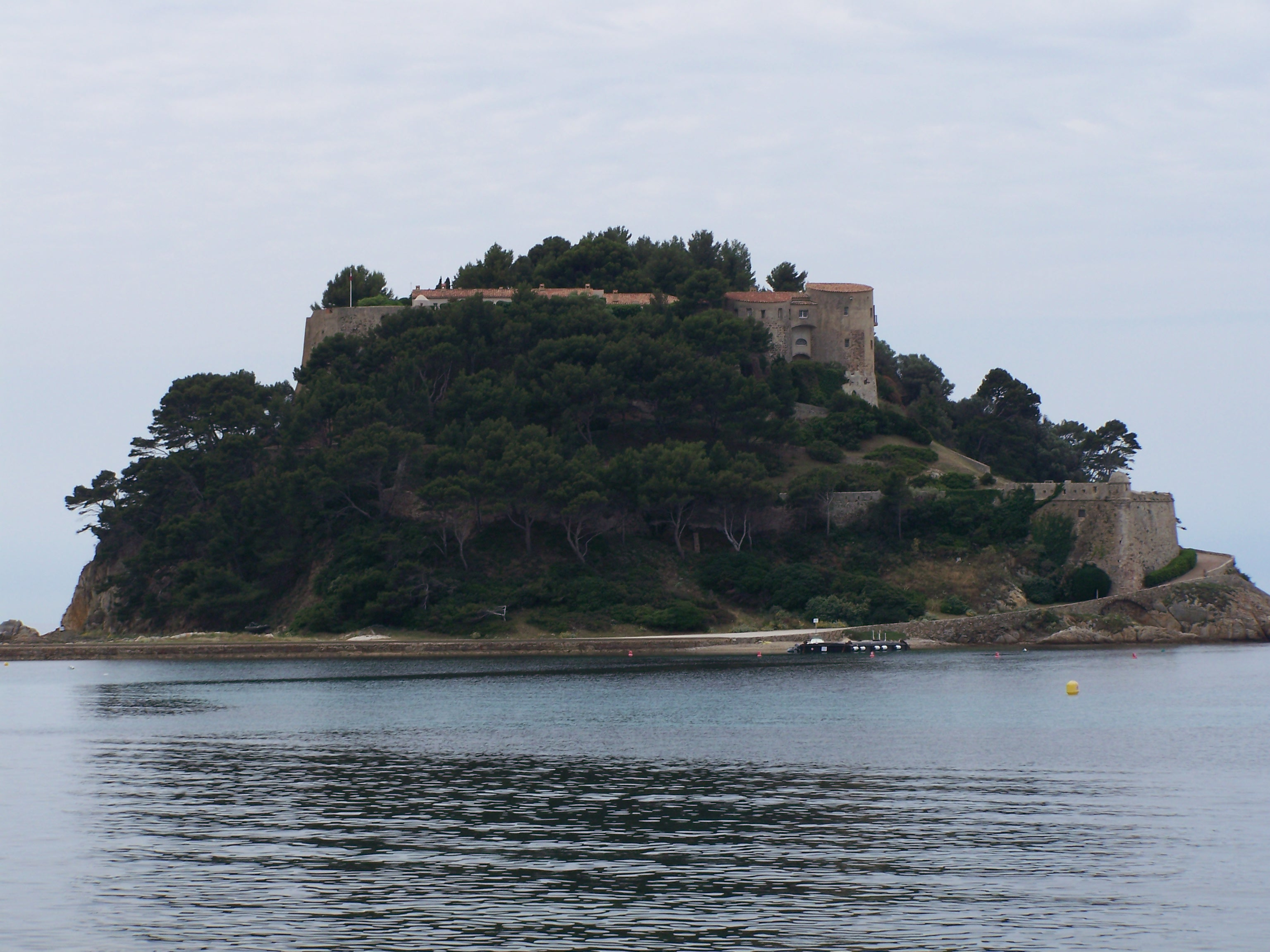
Carlos IX cena en Fuerte de Brégançon el 30 de octubre de 1564.

- Cuers (27-28 de octubre de 1564): El rey cena en Garéoult y luego duerme en Cuers. Es en esta ciudad donde comienzan los naranjos, que tanto sorprenden al rey. En los alrededores de la ciudad abundan naranjos, palmeras, pimenteros...
- Hyères (28 de octubre al 2 de noviembre de 1564): La procesión real cena en Solliès y advierte la gran abundancia de naranjos, antes de llegar a Hyères el 28 de octubre. El rey permaneció allí durante 5 días. El 30 de octubre Él cena en el Fuerte de Brégançon, y el 1 de noviembre, asistió a la fiesta de Todos los Santos.
- Toulon (28 de octubre al 4 de noviembre de 1564): El Rey conoce el mar por primera vez. Asiste a una fiesta naval, y el 3 de noviembre, habiendo llegado el marqués René II d'Elbeuf con galeras bien equipadas, aprovechó para dar un paseo por el mar después de cenar.
- La Cadière (4-5 de noviembre de 1564): el rey hizo una breve parada para cenar en Ollioules, pero la ciudad aprovechó para ofrecerle un naranjo. Por la tarde, después de haber atravesado por grandes rocas, altas y desafortunadas, duerme en La Cadière. También cena allí al día siguiente.
- Aubagne (5-6 de noviembre de 1564): Después de haber vuelto a cruzar unas molestas rocas, duerme en Aubagne.
- Marsella (6 al 13 de noviembre de 1564): El rey hace su entrada en la ciudad episcopal con las compañías de la ciudad en armas. el 9 de noviembre, el rey y la reina madre asisten a una misa para celebrar una galera que bautizan Charlotte-Catherine. los10 de noviembre, Carlos IX embarca en la galera La Réale, acompañado de otras trece galeras, para ir a cenar al Castillo de If. Se encuentra en una isla de difícil acceso, frente a la costa de Marsella. No habiendo dejado el viento desembarcar las galeras, el rey se contentó con cenar en su barco. Después de eso, las galeras se dividieron en dos escuadrones y lucharon.

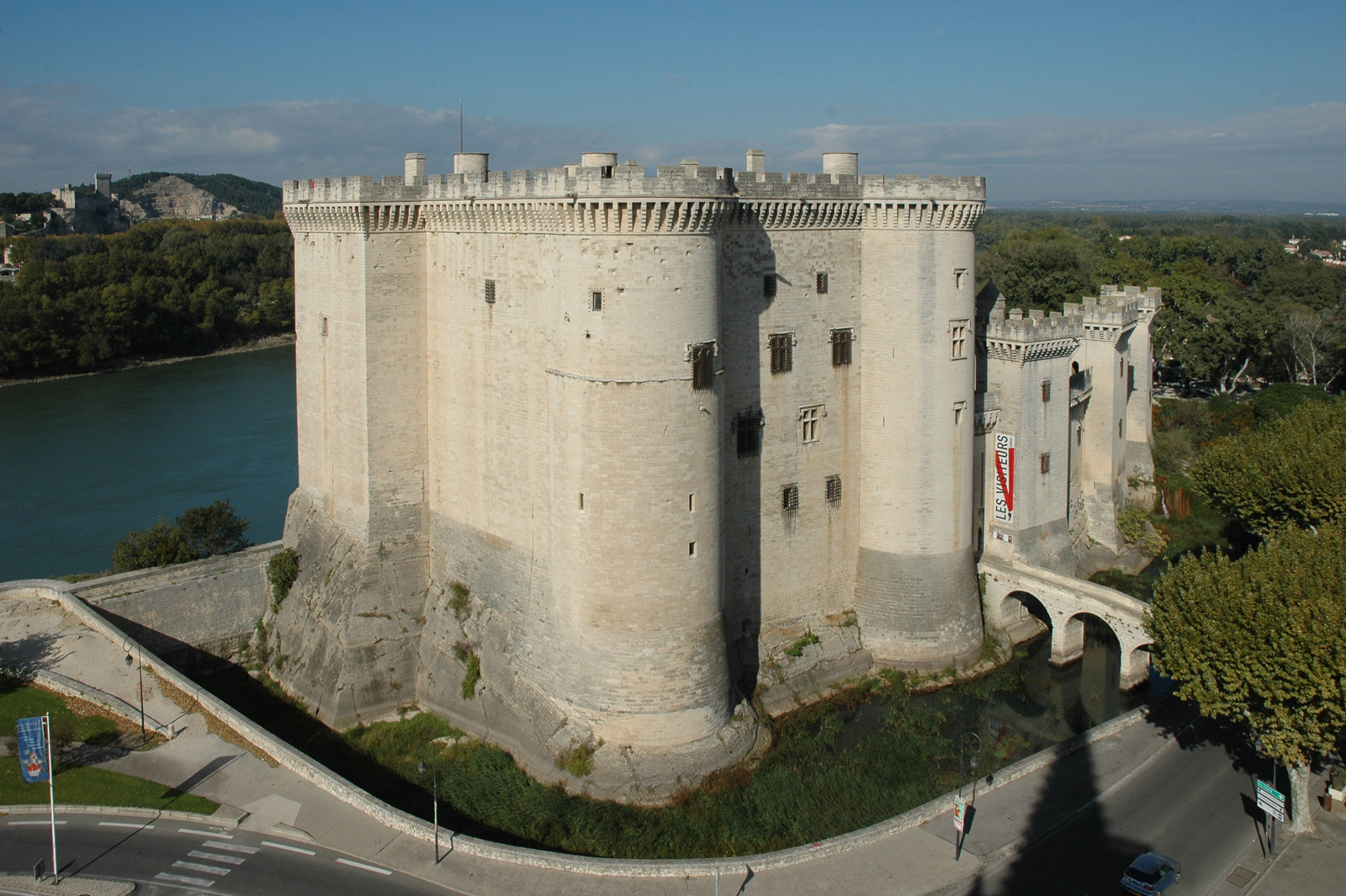
Carlos IX se hospedó en el Castillo de Tarascón del 7 al 11 de diciembre de 1564.

- Marignane (13-14 de noviembre de 1564): Después de salir de Marsella, cena en la bastide de la Bédoulle y llega a Marignane para dormir. También se queda allí para cenar al día siguiente.
- Martigues (14-15 de noviembre de 1564): El soberano se embarca en Marignane en el estanque de Berre para unirse a Martigues. Duerme allí y cena allí al día siguiente.
- Saint-Chamas (15-16 de noviembre de 1564): El rey se embarca de nuevo y se dirige al norte del estanque Berre en Saint-Chamas para pasar la noche allí.
- Arlés (16 de noviembre a 7 de diciembre de 1564): Después de haber cenado en una de las tres casas de Saint-Martin en la llanura de Crau, llega a Arlés el 16 de noviembre. Fue asediado en la ciudad arzobispal por las grandes aguas del Ródano y tuvo que permanecer 21 días. Se va de la ciudad después de cenar7 de diciembre.
- Tarascón (7 al 11 de diciembre de 1564): Carlos IX y su madre permanecen en Tarascón durante tres días completos para hacer pasar a las tripulaciones de la Corte con los barcos y muchos problemas. Durante este tiempo asisten a las fiestas que se dan en su honor y van a rezar al sepulcro de Santa Marta en la iglesia de Tarascón.

### En Languedoc
Carlos IX entró en Languedoc cruzando el Ródano el 11 de diciembre de 1564 a la altura de Tarascon y Beaucaire. Permanece en esta provincia hasta 21 de marzo de 1565, eso es 100 días (más de tres meses).
- Sernhac (11-12 de diciembre de 1564): Después de cruzar el Ródano en barco, el rey cena en Beaucaire y luego toma la carretera Pont du Gard en dirección a Sernhac para dormir.
- Nimes (12 al 14 de diciembre de 1564): Antes de llegar a Nîmes la noche del 12 de diciembre, el rey hizo un desvío al castillo de Saint-Privat para cenar y admirar el Pont du Gard. El Señor de Crussol ofrece al rey un bocadillo, mermeladas y ninfas que salen de debajo de una gran roca. Al día siguiente, el rey permanece todo el día en Nimes.
- Vauvert (14-15 de diciembre de 1564): El rey cena y duerme allí.
- Aigues-Mortes (15-16 de diciembre de 1564): El rey cena y duerme en esta ciudad fuerte en medio de las marismas del mar.
- Montpellier (16 al 30 de diciembre de 1564): El rey cena en Saint-Brès y entra en la ciudad episcopal el 16 de diciembre. A su llegada, los habitantes brindan al rey un espectáculo de danza, frente a su vivienda, con bailarines enmascarados sosteniendo en sus manos todos los premios floridos y músicos tocando la trompeta. El 25 de diciembre, asiste a la fiesta de Navidad y hace una procesión general al día siguiente donde debían estar presentes todos los habitantes de la ciudad bajo pena de 100 libras de multa. El 28 de diciembre, va a cenar en Villeneuve, que se encuentra junto a Maguelonne, en medio de un pantano marino donde encontramos muchas aves grandes llamadas flamencos.
- Poussan (30 de diciembre de 1564 al 1 de enero de 1 565): Al salir de Montpellier, el soberano se detiene en Fabrègues para cenar y luego duerme en Poussan. Allí permaneció hasta el último día del año 1564.
- Florensac (1-2 de enero de 1565): El rey cena y duerme en Florensac el primer día del año 1565.
- Agde (2-3 de enero de 1565): El rey cena y duerme en Agde el 2 de enero. A la mañana siguiente, cruza el Hérault por un puente de barcos.
- Béziers (3-4 de enero de 1565): El rey cena en Villeneuve, cerca de Béziers, y permanece solo una noche en la ciudad episcopal.
- Narbona (4 al 11 de enero de 1565): Partió de Béziers la mañana del4 de enero, el rey ya se encuentra en la ciudad episcopal de Narbonne esa misma noche. Al mediodía, cenó entre las dos ciudades en Nissan. Durante su estancia en Narbona, el rey realizó una excursión a la frontera sur del reino con España. Se detiene a dormir en Sigean el 7 de enero. Al día siguiente, sale a cenar a Leucate, la fortaleza ubicada en la frontera sur del reino y en el Mediterráneo. Volvió a dormir una segunda noche en Sigean y regresó a Narbonne el 9 de enero. En total, solo quedan tres días completos en Narbona: el 5, 6 y 10 de enero.

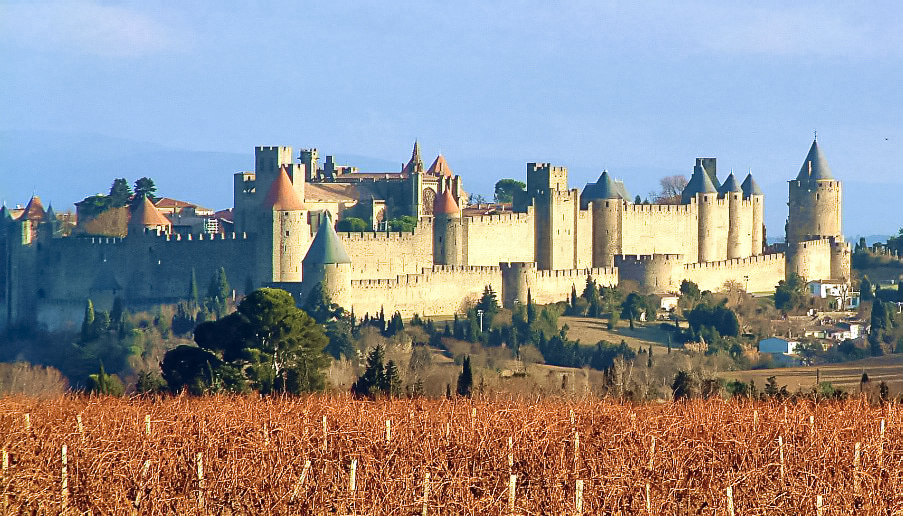
Carlos IX quedó varado en la ciudad de Carcasona (la ciudad alta) entre el 12 y el 22 de enero de 1565 a causa de la nieve.

- Carcasona (12 al 26 de enero de 1565): El rey llega a la ciudad episcopal de Carcassonne el 12 de enerodespués de cenar en Barbaira. Se instaló en la ciudad alta. Tuvo que irse al día siguiente, pero una gran cantidad de nieve cayendo durante la noche lo obligó a permanecer en la ciudad 14 días. Para pasar el tiempo, se divierte defendiendo un bastión construido con nieve en el patio de su casa, frente a otros baluartes construidos tanto en la ciudad alta como en la ciudad baja. Los pajes y los lacayos atacan el bastión defendido por los guardias del rey y lo ganan a las dos horas. Carlos IX logró dejar la ciudad alta el 22 de enero e ir a dormir a la ciudad baja.
- Montreal (26-27 de enero de 1565): El rey acabó saliendo de Carcassonne el 26 de enero. Cena en Arzens y luego duerme en Montreal, el pueblo más antiguo que lleva el nombre de Montreal.
- Villepinte (27-28 de enero de 1565): El rey cena en el monasterio de Prouilhe cerca del pueblo de Fanjeaux y vuelve a Villepinte para pasar la noche.
- Castelnaudary (28 al 30 de enero de 1565): En dirección oeste, la procesión real hace un pequeño desvío por el castillo de Ferrals cerca de Saint-Papoul, donde el rey hace el honor de cenar con el barón de Malras. El castillo es uno de los edificios más bellos del Alto Languedoc en ese momento. El barón ofrece al rey una cena de extraordinaria suntuosidad, pues una vez quitadas las mesas, el techo de la habitación y el desván se abren gracias a las máquinas, para dejar espacio a la luz del día acompañado de una granizada de peladillas y una lluvia de agua dulce. Esto es tan abundante que hay que darle un manto al rey. La Corte admite que desde el comienzo del viaje del rey, no se le había dado un regalo tan magnífico. Esa misma noche, el rey fue a Castelnaudary a pasar la noche y al día siguiente.
- Villenouvelle (30-31 de enero de 1565): El rey cena en Avignonet, hace su entrada, luego cruza Ville-franche y pasa la noche en Villenouvelle. Al día siguiente, enero 31, se queda allí para cenar.
- Toulouse (enero 31 al 19 de marzo de 1565): Dejando Villenouvelle después de la cena, el rey entró en Baziège y luego en Montgiscard antes de entrar en Toulouse. Al día siguiente, 1.ero de febrero, el rey ve pasar las compañías del país antes de hacer su entrada solemne en la ciudad. Quedan 46 días completos en la ciudad rosa. el 8 de febrero, va al parlamento, el 20 de febrero los capitulares le ofrecen un buen banquete en el Capitolio. El 4 de marzo después de cruzar el Garona en un barco, cena en el Château de Saint-Michel para hacer su emocionante Cuaresma y asistir a la boda del Marqués Jean de Montboissier. Durante su larga estancia en Toulouse, el rey también hizo su confirmación con su hermano Alexandre Edouard que tomó el nombre de Henri (futuro Enrique III).
- Fronton (19-20 de marzo de 1565): El rey deja Toulouse el 19 de marzo, cena en Saint-Jory y pasa la noche en Frontón.
- Montauban (20-21 de marzo de 1565): El rey cena en el castillo de Clau y llega a las puertas de Montauban el 20 de marzo. Exige que los Montalbanais arrasen sus fortificaciones para acomodarlo, porque la ciudad había resistido tres asedios de Blaise de Montluc. Después de negociaciones y aceptaciones, el rey cruza el Tarn por un puente de piedra y entra en júbilo el 20 de marzo de 1565.

Carlos IX se detuvo por última vez en Languedoc para cenar en Labastide-du-Temple el 21 de marzo de 1565, y toma la carretera para ir a la provincia de Guyena (Guyenne).

### En Guyena

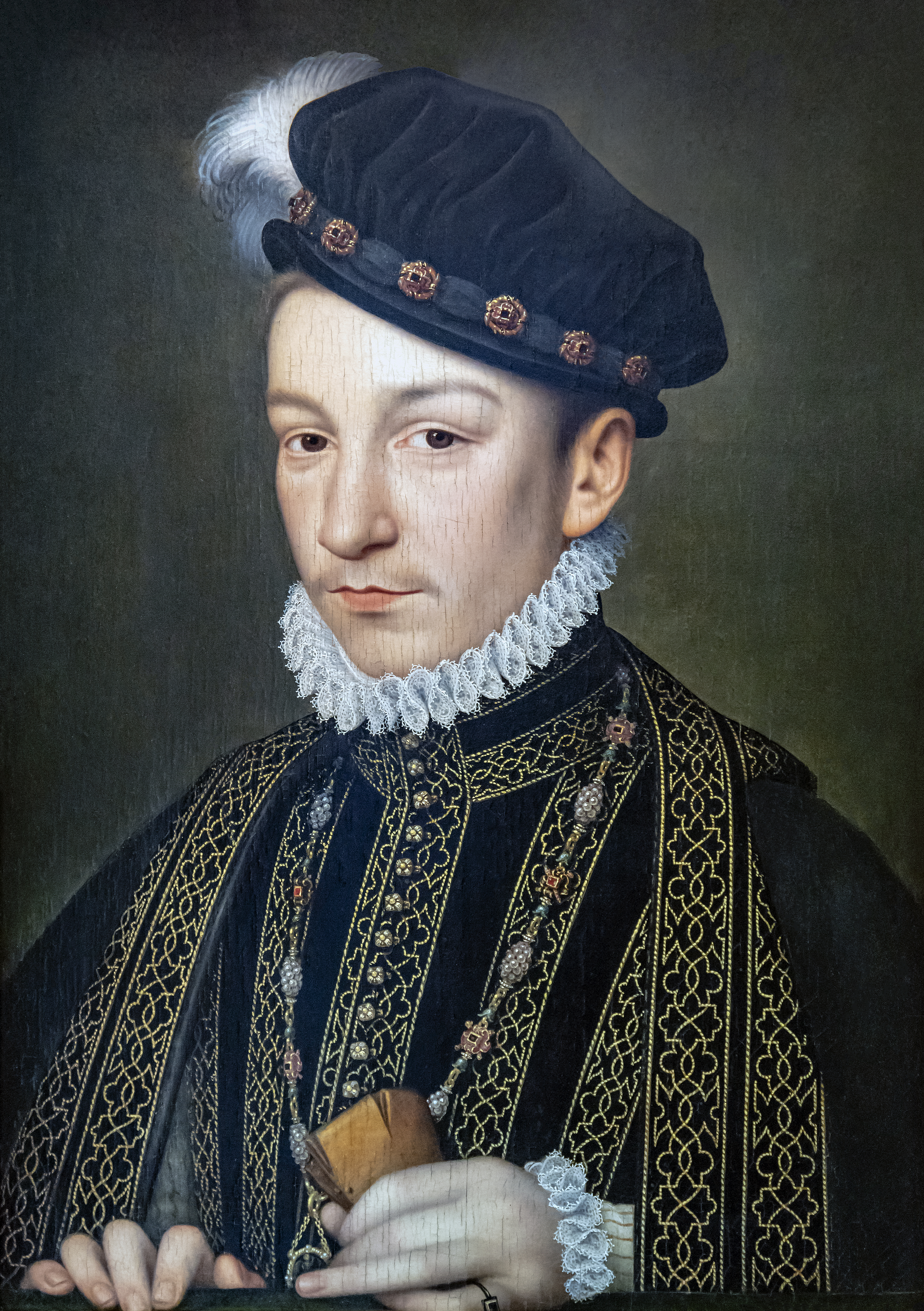
Carlos IX en 1565, por François Clouet.

Carlos IX entró en la provincia de Guyena (Guyenne) el 21 de marzo de 1565 después de haber cruzado el Tarn por un puente de madera cubierto cerca de Moissac. Permanece en esta provincia hasta el 13 de agosto de 1565 o 145 días (más de cuatro meses).
- Moissac (21-22 de marzo de 1565): La primera parada del rey en la provincia de Guyenne es Moissac en Quercy. Duerme allí la noche del 21 de marzo.
- Lamagistère (22-23 de marzo de 1565): El rey cena en Pommevic, entra en Valence y duerme la noche el 22 de marzo en Lamagistère donde hay tres casas pobres a orillas del Garona. Al día siguiente, el rey se embarca en un hermoso barco que los capitulares de Toulouse le habían hecho construir.
- Agén (23 al 27 de marzo de 1565): En su barco, el rey va a cenar al castillo de Lafox, luego hace su entrada en la ciudad episcopal de Agen en la noche del 23 de marzo al 25 de marzo, Carlos IX asiste con la reina madre al bautismo de una hija de Blaise de Monluc llamada Charlotte-Catherine. El rey deja la ciudad el 27 de marzo tomando el barco por el Garona.
- Aiguillon (27-28 de marzo de 1565): La procesión real se detiene en Port-Sainte-Marie para cenar, luego en Aiguillon para dormir la noche del 27 de marzo y cenar allí al día siguiente.
- Marmande (28-29 de marzo de 1565): viniendo de Aiguillon, el rey duerme allí en 28 de marzo y cenar allí al día siguiente.
- La Réole (29 al 31 de marzo de 1565): Viniendo de Marmande, el rey duerme allí dos noches y se va el 31 de marzo después de la cena.
- Cadillac (31 de marzo-1 de abril de 1565): Viniendo de La Réole, el rey duerme allí 31 de marzo y cenar allí al día siguiente.
- Burdeos (1.ero de abril al 3 de mayo de 1565): El rey duerme allí durante dos noches, luego deja la ciudad para quedarse en el castillo de Toars del 3 al 9 de abril. Finalmente no fue hasta su regreso el 9 de abril que hizo su entrada solemne en Burdeos. el 12 de abril, se sienta en el parlamento de Burdeos. El 18 de abril, da audiencia al duque de Parma Alexander Farnesio y al conde de Egmond Lamoral que estaban estacionados en Flandes. El domingo 22 de abril, asiste a las celebraciones de Semana Santa. Dejó la ciudad en la mañana del 3 de mayo para tomar la dirección de Bayona.
- Castres (3 al 4 de mayo): Después de haber cenado en la casa de Montplaisir, el rey se trasladó al pobre pueblo de Castres para pasar la noche del 3 de mayo.
- Langon (4-5 de mayo de 1565): El rey cena y duerme allí.
- Bazas (5 al 7 de mayo de 1565): El soberano llega a la ciudad episcopal el 5 de mayo para la cena. Al día siguiente, la ciudad le ofrece una corrida de toros donde los hombres atacan a estos animales con grandes aguijones. Deja la ciudad el 7 de mayo por la mañana.
- Captious (7-8 de mayo de 1565): Carlos IX cruza el Ciron por el puente de piedra de Beaulac que separa las tierras reales de las tierras de Navarra. Cena y luego duerme en Captieux.
- Roquefort (8-9 de mayo de 1565): El rey cena en Traverses cerca de Retjons, en medio de los páramos, luego se detiene a dormir en Roquefort.
- Mont-de-Marsan (9 al 24 de mayo de 1565): Continuando su camino por los páramos, el rey se detiene durante 15 días en Mont-de-Marsan.
- Tartas (24 al 28 de mayo de 1565): Dejando Mont-de-Marsan el 24 de mayo, el soberano continúa su viaje en medio de los páramos, cena en Meilhan y llega a Tartas para una estancia de 3 días.
- Dax (28-29 de mayo de 1565): El rey cena en Pontonx, cruza el Adour por un puente de piedra y se instala para pasar la noche en la ciudad episcopal de Dax.

Carlos IX se queda en Bayona y San Juan de Luz desde 29 de mayo a 12 de julio de 1565 para participar en la entrevista en Bayona que tendrá lugar con el rey de España Felipe II. Al final, este último no vendrá y es reemplazado por su esposa en la entrevista del 15 de junio a 2 de julio.
- Bayona (29 de mayo al 12 de junio de 1565): El día 29 de mayo, Carlos IX cena en Saubusse después de haber dejado Dax, luego se embarca por la tarde en el Adour para navegar hacia Bayona. No hace su entrada solemne a la ciudad hasta el 3 de junio después de ver desfilar las empresas de la ciudad. El 10 de junio, asiste a la fiesta de Pentecostés. Deja Bayona después de cenar el 12 de junio ir a dormir a Saint-Jean-de-Luz.
- Saint-Jean-de-Luz (12 al 15 de junio de 1565): El rey pasa dos noches en esta ciudad. El 13 de junio, se convierte en el padrino de una galéasse que es llamada Caroline. El 14 de junio, sale después de la cena para recoger a su hermana, la Reina de España, en Hendaya en la frontera del reino. Lleva consigo su regimiento que siempre lo ha seguido desde el inicio de su viaje. Está integrado por diez compañías de hombres a pie encabezadas por el coronel Philippe Strozzi, cuatro compañías de hombres armados y una compañía de caballos ligeros. La Reina de España, por su parte, después de haber cenado en Irún, desciende de la montaña acompañada de trescientos arqueros a caballo de la guardia del Rey de España y un estandarte de gente a pie. Catalina de Medici luego se embarca para recoger a su hija mayor en medio del Bidassoa. Está muy conmovida por finalmente poder abrazarla contra su corazón porque no la ha visto en casi seis años. Carlos IX se quedó a orillas del río con la Corte para poder besar a su hermana.
- Bayona (11-12 de julio): El rey vuelve a Bayona para una tercera estancia. Cena en Biarritz antes de llegar a la ciudad.

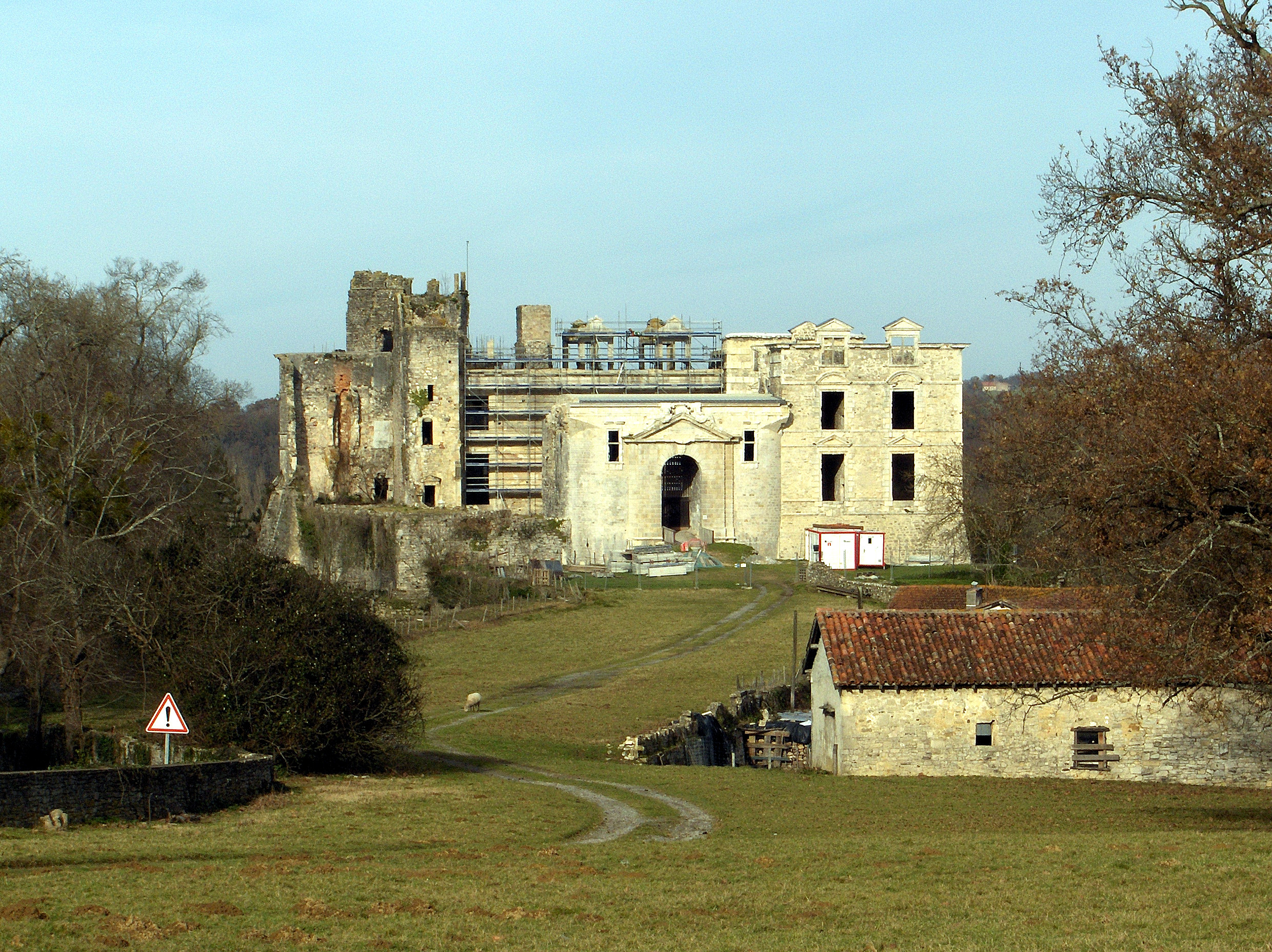
El rey duerme en el Castillo de Bidache la noche del 12 al 13 de julio de 1565.

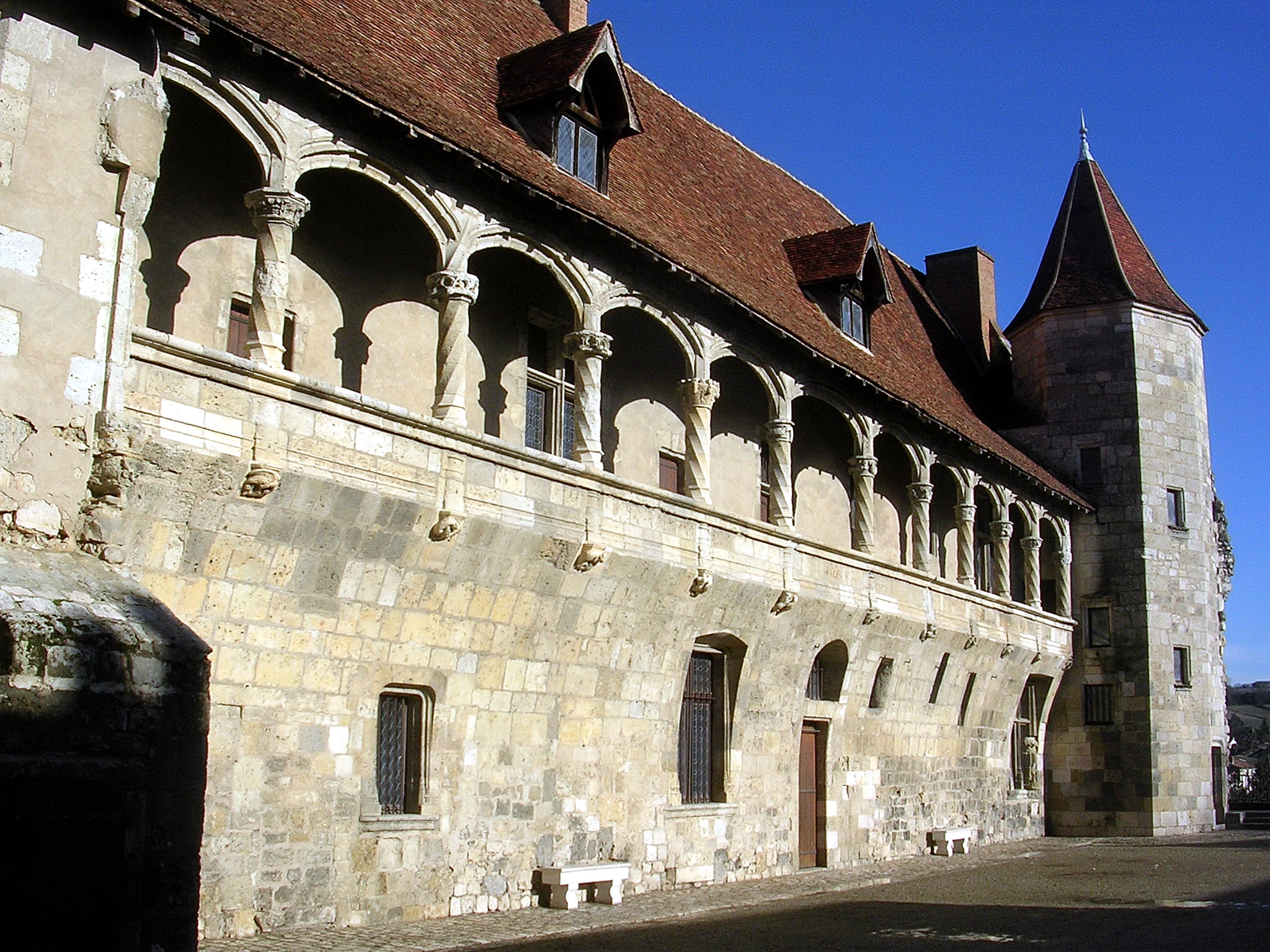
Carlos IX estancia en el Castillo de Nérac a partir del 28 de julio al 1^{ero} de agosto de 1565.

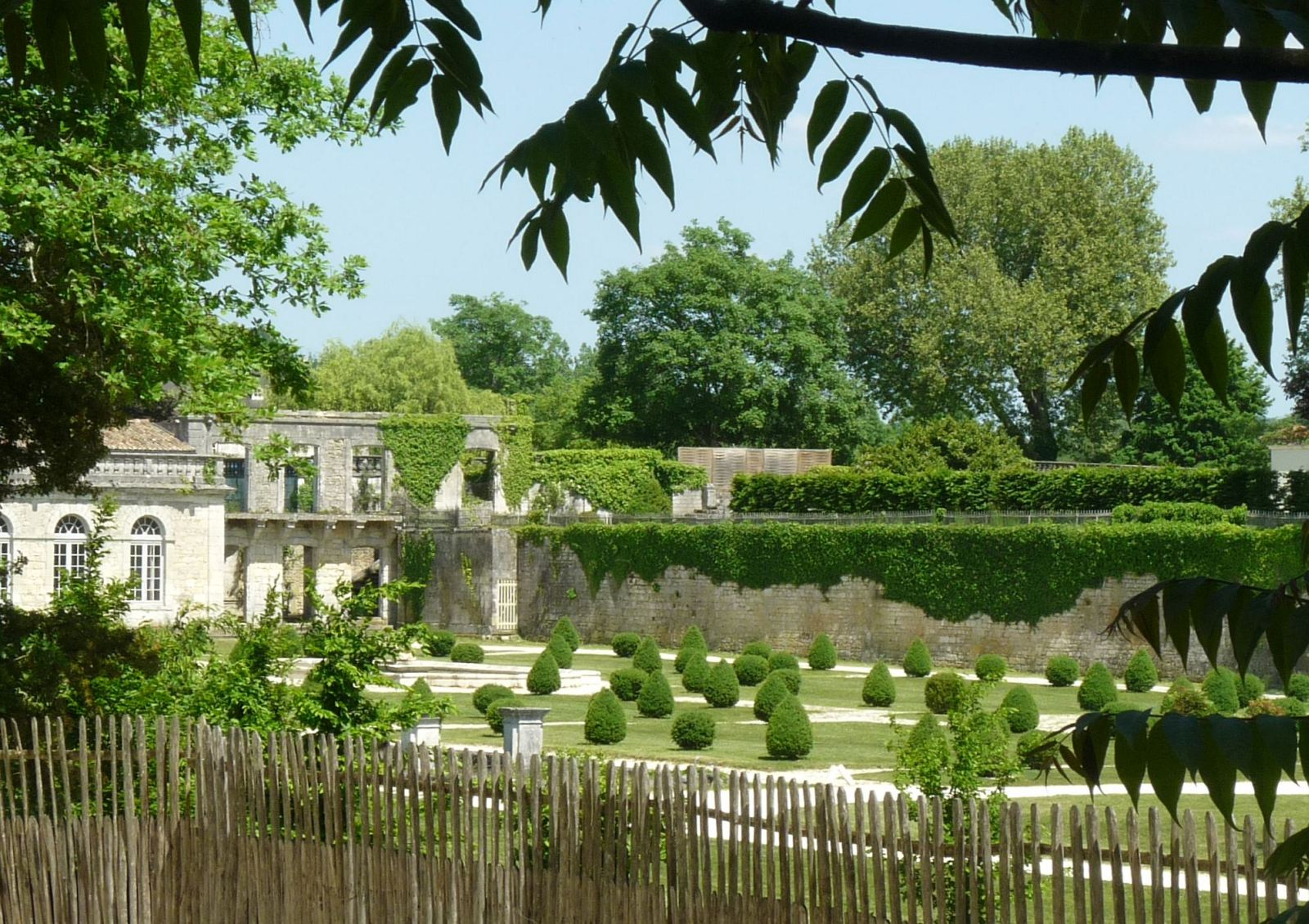
El rey pasó dos noches en el Castillo de Rochebeaucourt del 11 al 13 de agosto de 1565.

El 12 de julio pone fin a la estancia del rey en Bayona y Saint-Jean-de-Luz, que duró 44 días. Carlos IX emprende el camino de su gran gira por Francia.
- Bidache (12-13 de julio de 1565): El rey sale de Bayona en un barco que remonta el Adour . Cenó en Urt y durmió en el castillo de Bidache, donde fue recibido suntuosamente por el señor local Antoine de Gramont. Hacía tanto calor ese día de12 de julio, que varias personas y varios caballos murieron durante la marcha. Al día siguiente, el rey cena y hace sopas en Bidache antes de retomar el camino.
- Peyrehorade (13-14 de julio de 1565): El rey duerme allí.
- Dax (14 al 17 de julio de 1565): Segunda estancia del rey en esta ciudad, tras su paso el 28/29 de mayo de 1565. El soberano permanece esta vez tres días.
- Tartas (17-18 de julio de 1565): Segunda estancia del rey en esta ciudad, tras su paso del 24 al 28 de mayo de 1565. El soberano cena y duerme allí.
- Mont-de-Marsan (18 al 23 de julio de 1565): Segunda estancia del rey en esta ciudad, tras su paso del 9 al 24 de mayo de 1565. El soberano permanece cinco días y se reúne con los embajadores de los cantones suizos que vienen a renovar su alianza con el reino de Francia. Debe dejar la ciudad el 23 de julio por el calor.
- Cazères (23-24 de julio de 1565): El rey se refugia en Cazères situado en el Adour.
- Nogaro (24-25 de julio de 1565): El rey cena y duerme allí.
- Eauze (25-26 de julio de 1565): El rey cena y duerme allí.
- Montreal (26-27 de julio de 1565): El rey cena y duerme allí. Es la segunda ciudad que lleva este nombre donde el rey hizo escala el 26/27 de enero de 1565 en Languedoc.
- Condón (27-28 de julio de 1565): El rey cena y duerme en esta ciudad episcopal el 27 de julio.
- Nerac (28 de julio al 1 de agosto de 1565): La ciudad pertenece a la reina navarra Juana de Albret. El rey se quedó allí cuatro días.
- Buzet ( 1-2 de agosto de 1565): El rey cena y duerme allí.
- Tonneins (2-3 de agosto de 1565): Después de cruzar el Garona en barco, en el mismo lugar donde había navegado por el río el 28 de marzo de 1565 entre Aiguillon y Marmande, el rey llega a Tonneins para cenar y dormir.
- Vérteuil (3-4 de agosto de 1565): El rey cena y duerme allí.
- Lauzun (4 a8 de agosto de 1565): El rey permanece cuatro días en Lauzun. El 5 de agosto, se convierte en padrino de una hija de Gabriel Nompar de Caumont, Conde de Lauzun. Es el obispo de Agen, Jacques Frégose, quien bautiza al niño. Catalina de Médicis y Anne de Daillon, demoiselle Le Lude, son las madrinas.
- Bergerac (8-9 de agosto de 1565): El rey cruza el Dordoña sobre un puente de madera, cubierto con un hermoso lienzo blanco, para llegar a Bergerac en el Périgord. Se detiene allí para cenar, cenar y dormir.
- Castillo de Laugat (9-10 de agosto de 1565): Este castillo de Périgord se encuentra en el bosque entre Bergerac y Mussidan. El rey cena y duerme allí.
- Riberac (10-11 de agosto de 1565): Carlos IX cruza Mussidan antes de cenar y dormir en Ribérac. El 11 de agosto, la procesión real sale de la provincia de Guyena para entrar en Angoumois.
- Rochebeaucourt (11 al 13 de agosto de 1565): El rey llega al Castillo de Rochebeaucourt el 11 de agosto, última parada de su visita a Guyena. Permanece allí todo el día al día siguiente.

### En Angoumois, Saintonge, Aunis y Poitou
Carlos IX entra en el 13 de agosto de 1565 en provincias situadas entre el Valle del Loira en el norte y Guyena en el sur. Estos son Angoumois, Saintonge, Aunis y Poitou. Esto correspondía a la región de Poitou-Charentes con el departamento de Vendée. Permanece en estas provincias hasta el 1ero de octubre de 1565, o 49 días.
- Angulema (13 al 18 de agosto de 1565): El rey llega a Angoumois el 13 de ago. Cena en una casa en un lugar llamado La Tour-Garnier y llega a Angulema para pasar allí cinco días. La16 de agosto, el rey va a cenar en Touvre. Ese día se captura una gran cantidad de truchas y se lleva al soberano una tropa de 120 a 140 cisnes, que son muy numerosos al borde de las Fuentes del Touvre.

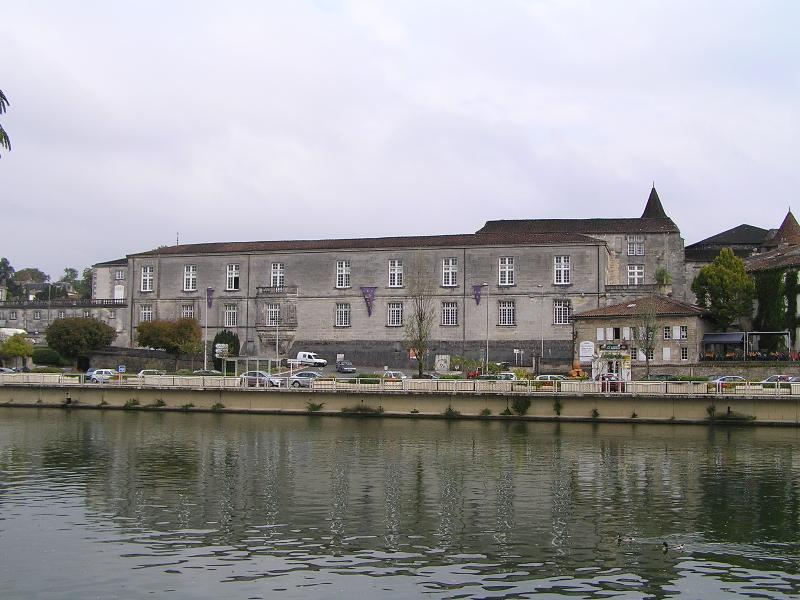
El rey se queda en el Castillo de Cognac a partir del 21 de agosto al 1 de septiembre de 1565.

- Jarnac (18 al 21 de agosto de 1565): Dejando Angoulême en 18 de agosto, la procesión real recorre el Charente, cena en Châteauneuf, cruza el río en barco a la salida de Châteauneuf y se instala en Jarnac para pasar la noche. La estancia dura tres días en la localidad conocida por el Golpe de Jarnac del 10 de julio de 1547.
- Cognac (21 de agosto al 1 de septiembre de 1565): El rey llega al Castillo de Cognac el 21 de agosto para la cena. Cognac es el lugar de nacimiento del rey Francisco I, el abuelo de Carlos IX. El rey permaneció allí durante 11 días. El 25 de agosto, hizo una pequeña excursión al pueblo de Louzac perteneciente al Conde Rhingrave, en el borde del Saintonge.
- Saintes (1 al 3 de septiembre de 1565): El rey cena en Chauveau (ahora Chaniers), un puerto de tres casas en el Charente ubicado a la entrada de Saintonge, y llega a Saintes durante dos días.
- Marennes (3 al 7 de septiembre de 1565): El rey se dirige el 3 de septiembre hacia el Océano Atlántico. Cena en Corme-Royal, cruza Le Mesnil donde los habitantes, todos marineros, lo reciben vestidos de terciopelo de diferentes colores, cruza Saint-Just y entra en Marennes para dormir allí. Se queda en la ciudad el 4 de septiembre y vio pasar, bajo sus ventanas, de 6.000 a 7.000 hombres de pueblos vecinos muy bien equipados. Al día siguiente, va a cenar a la nueva ciudad de Brouage, fundada en 1555, donde los marineros luchan contra los barcos y prenden fuego a uno de ellos para entretener al rey. Esto vuelve a Marennes por la noche. El 6 de septiembre de 800 a 900 personas se confiesan y comulgan en la iglesia, y se bautiza un gran número de niños, muchos de los cuales se convierten en ahijados del rey y de la reina madre.
- Saintes (7 al 10 de septiembre de 1565): El rey deja Marennes en 7 de septiembre, cenó por segunda vez en Corme-Royal y regresó a Saintes. El domingo 9 de septiembre, el rey ordenó una procesión general a la que asistió. Deja la ciudad al día siguiente.
- Saint-Jean-d'Angély (10 al 12 de septiembre de 1565): En dirección norte, el rey cena en Brizambourg, cruza el Boutonne por un puente de madera recién construido y llega a Saint-Jean-d'Angély por la noche. Pasa dos noches en la ciudad.
- Surgères (12-13 de septiembre de 1565): Carlos IX cena en el pueblo pobre de Parançay (actualmente una aldea en el municipio de Bernay-Saint-Martin), sale de Saintonge para pasar la noche en Surgères en el país de Aunis.

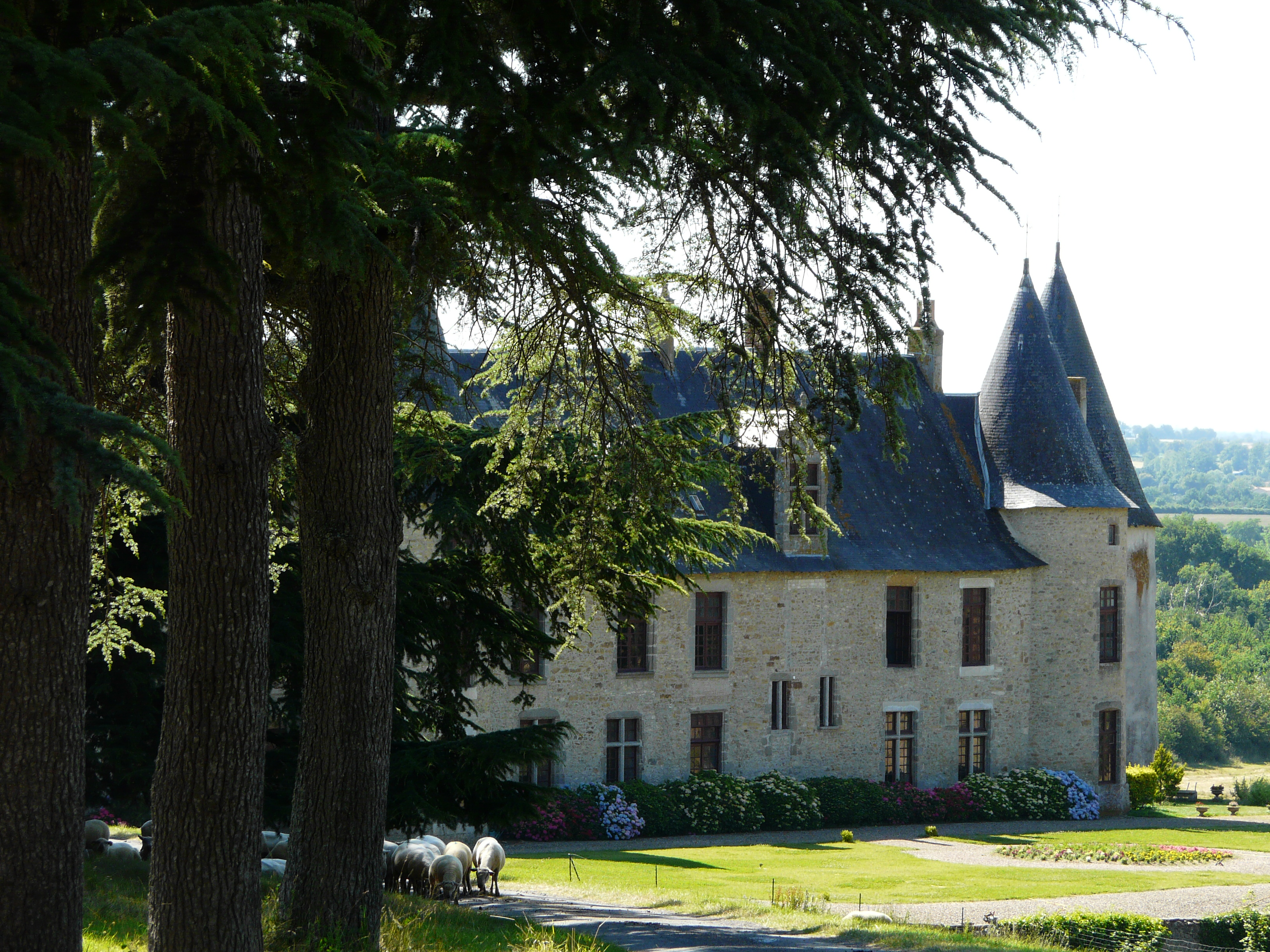
El rey duerme en el Castillo de La Roche Faton, la noche del 21 al 22 de septiembre de 1565.

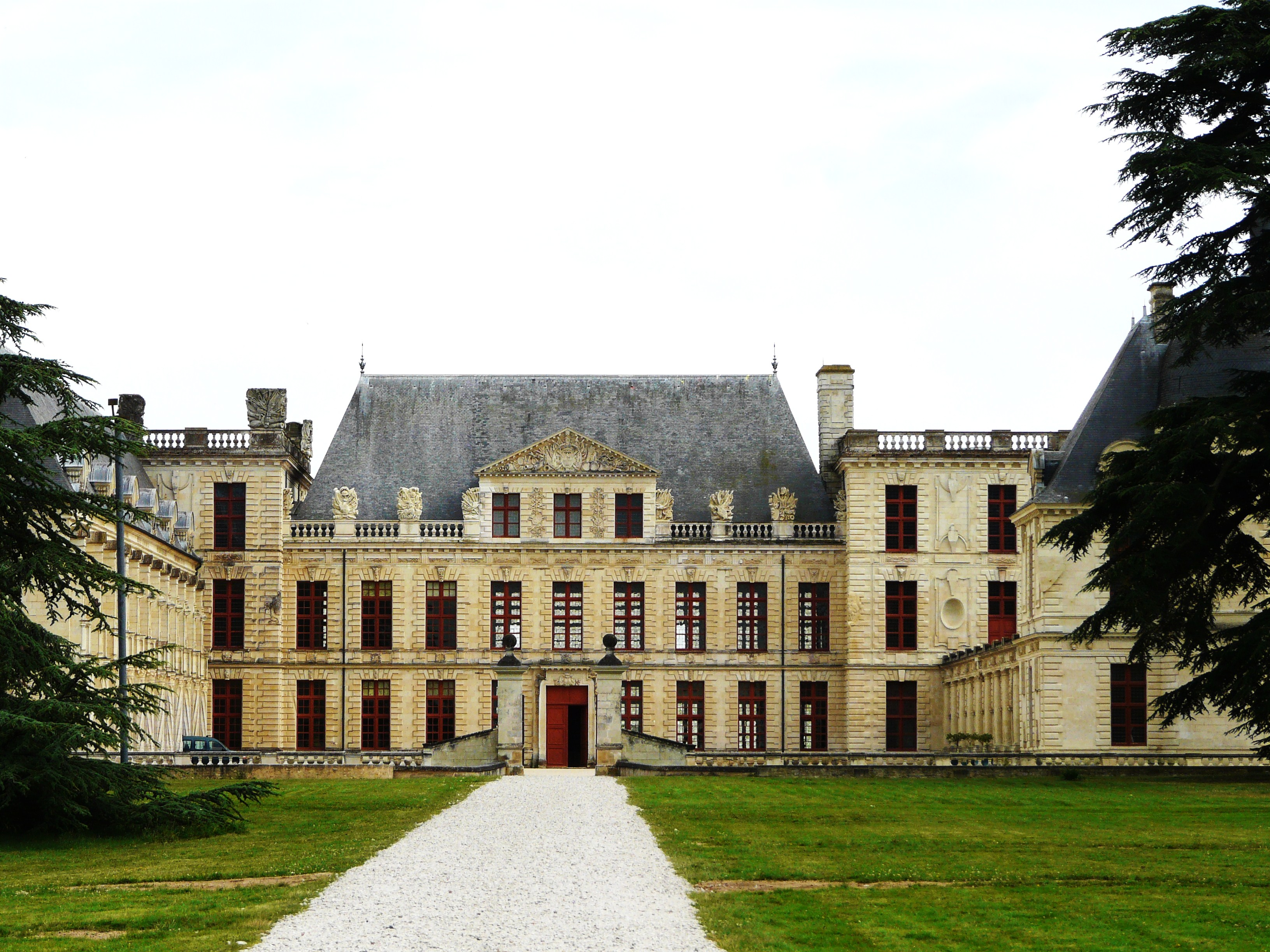
El rey pasó tres noches en el Castillo de Oiron, del 22 al 26 de septiembre de 1565.

- La Rochelle (13 al 18 de septiembre de 1565): El rey vuelve a tomar la carretera, cena en La Jarrie y llega a una pequeña abadía en las afueras de La Rochelle por la noche. Al día siguiente,14 de septiembre, colocado en una plataforma frente a la puerta de la abadía, el rey observa el desfile de las bien equipadas compañías de La Rochelle. Luego hizo su entrada solemne en la ciudad, precedido por el condestable Anne de Montmorency, y recibió una recepción hostil de los habitantes (ningún rey de Francia volvería a entrar en la ciudad antes de 1628). El rey es recibido por el alcalde, los regidores, los distintos cuerpos religiosos y las milicias comunales. Carlos IX no oculta su frialdad hacia los funcionarios de la ciudad, porque fue informado de la renuencia de ciertas comunidades protestantes a devolver las iglesias al culto católico. Son tres días enteros en la ciudad.
- Mauzé (18-19 de septiembre de 1565): Tomando la carretera del Este, hacia Poitou, el rey cena en Benon y duerme en Mauzé.
- Niort (19-20 de septiembre de 1565): La procesión real sale de Aunis y entra en la provincia de Poitou. Cena en Frontenay y pasa la noche en Niort.
- Champdeniers (20-21 de septiembre de 1565): El rey cena en Échiré, cruza el Sèvre Niortaise por un puente de piedra recién construido y se detiene a dormir en Champdeniers.
- Lhoumois (21-22 de septiembre de 1565): El rey cena en la pequeña granja de Baubare, atraviesa la ciudad de Parthenay y se va a dormir al Castillo de La Roche Faton, situado en la margen derecha del Thouet (municipio de Lhoumois).
- Oiron (22 al 26 de septiembre de 1565): El rey cena en Airvault y se detiene durante tres noches en el Castillo de Oiron, que pertenece a la familia Gouffier de Boissy. El 25 de septiembre, se va por el día a Thouars. Luis III de La Trémoille, duque de Thouars, envió de 800 a 900 Poitevins a media legua de la ciudad para recibir al rey. El duque ofrece un gran banquete para cenar en su castillo. Por la tarde, el rey y la reina madre asisten al bautismo de Charlotte-Catherine, la hija del duque de Thouars, y se convierten respectivamente en su padrino y madrina. Al finalizar el bautizo, el duque ofrece un buen tentempié de todo tipo de mermeladas, antes de que el soberano regrese al castillo de Oiron. Deja el castillo al día siguiente después de la cena.
- Loudun (26-27 de septiembre de 1565): El rey duerme allí.
- Champigny (27 de septiembre al 1 de octubre de 1565): El rey cena en el pueblo pobre de Ceaux, antes de ir al castillo de Champigny y permanecer allí durante tres días completos.

El 1ero de octubre de 1565, Carlos IX abandona el castillo de Champigny, cena en Marçay y abandona la provincia de Poitou.

### En el Valle del Loira y Bretaña

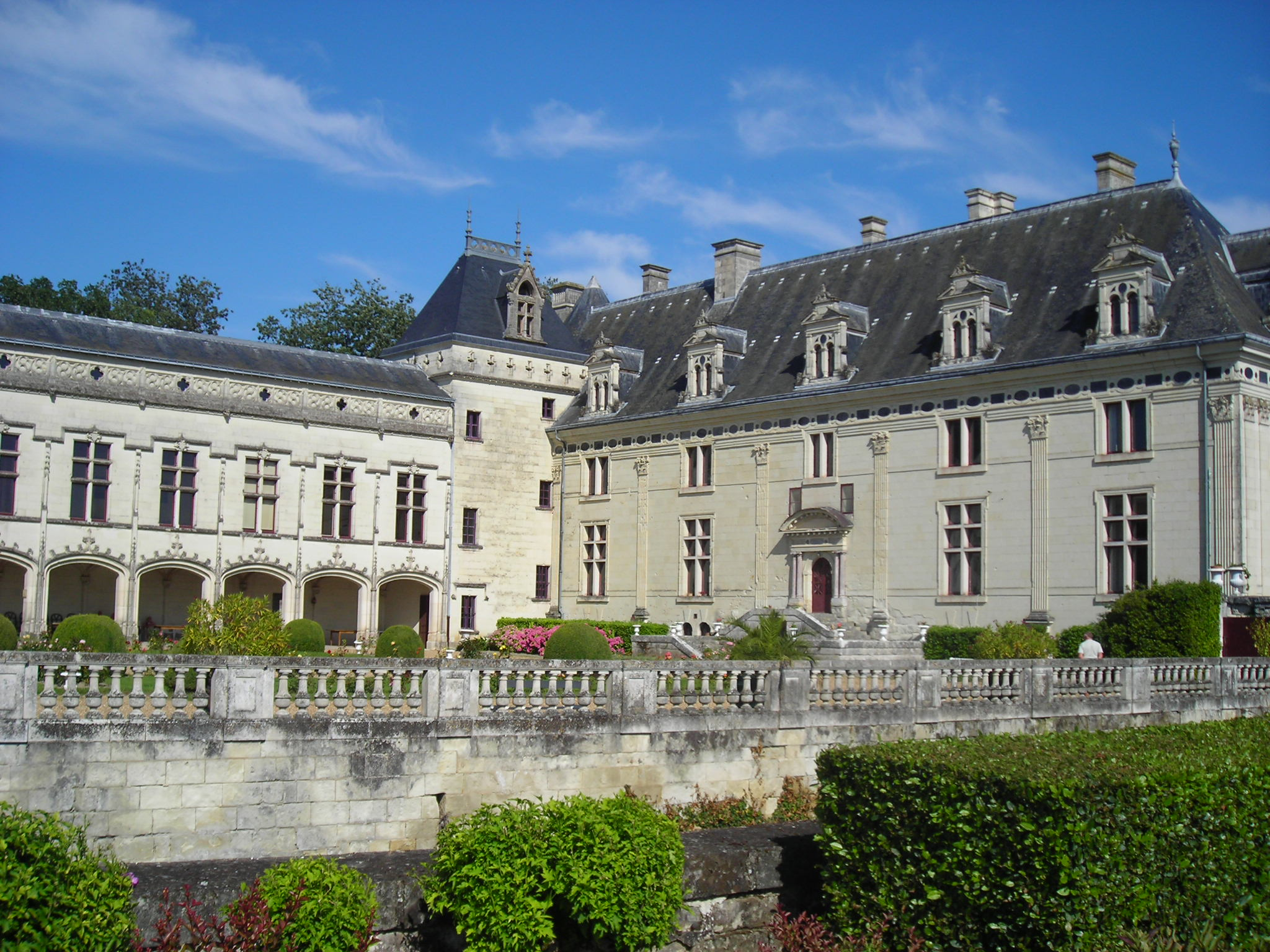
Carlos IX duerme en el Castillo de Brézé la noche del 3 al 4 de octubre de 1565.

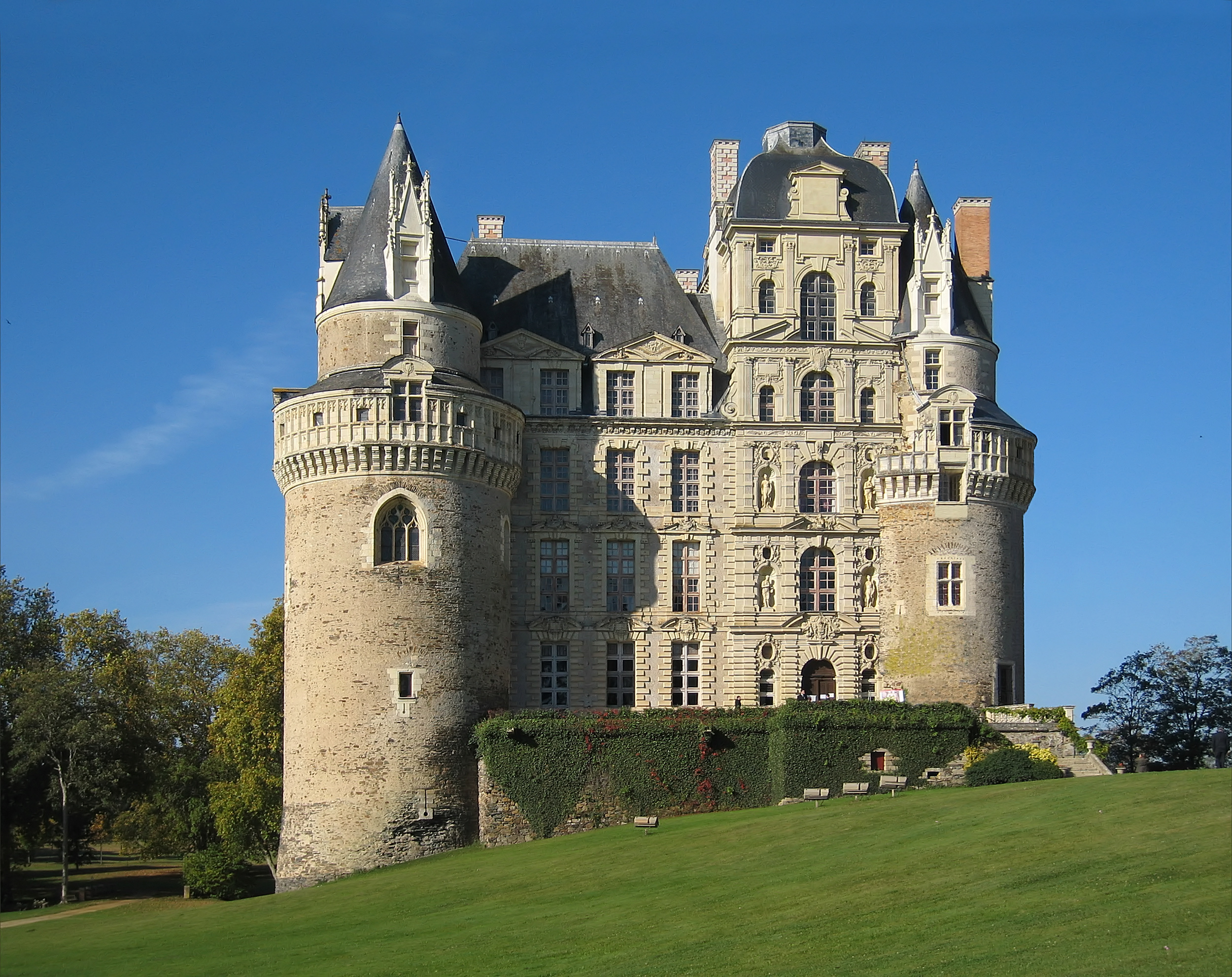
El rey pasa la noche del 5 al 6 de octubre de 1565 en el Castillo de Brissac.

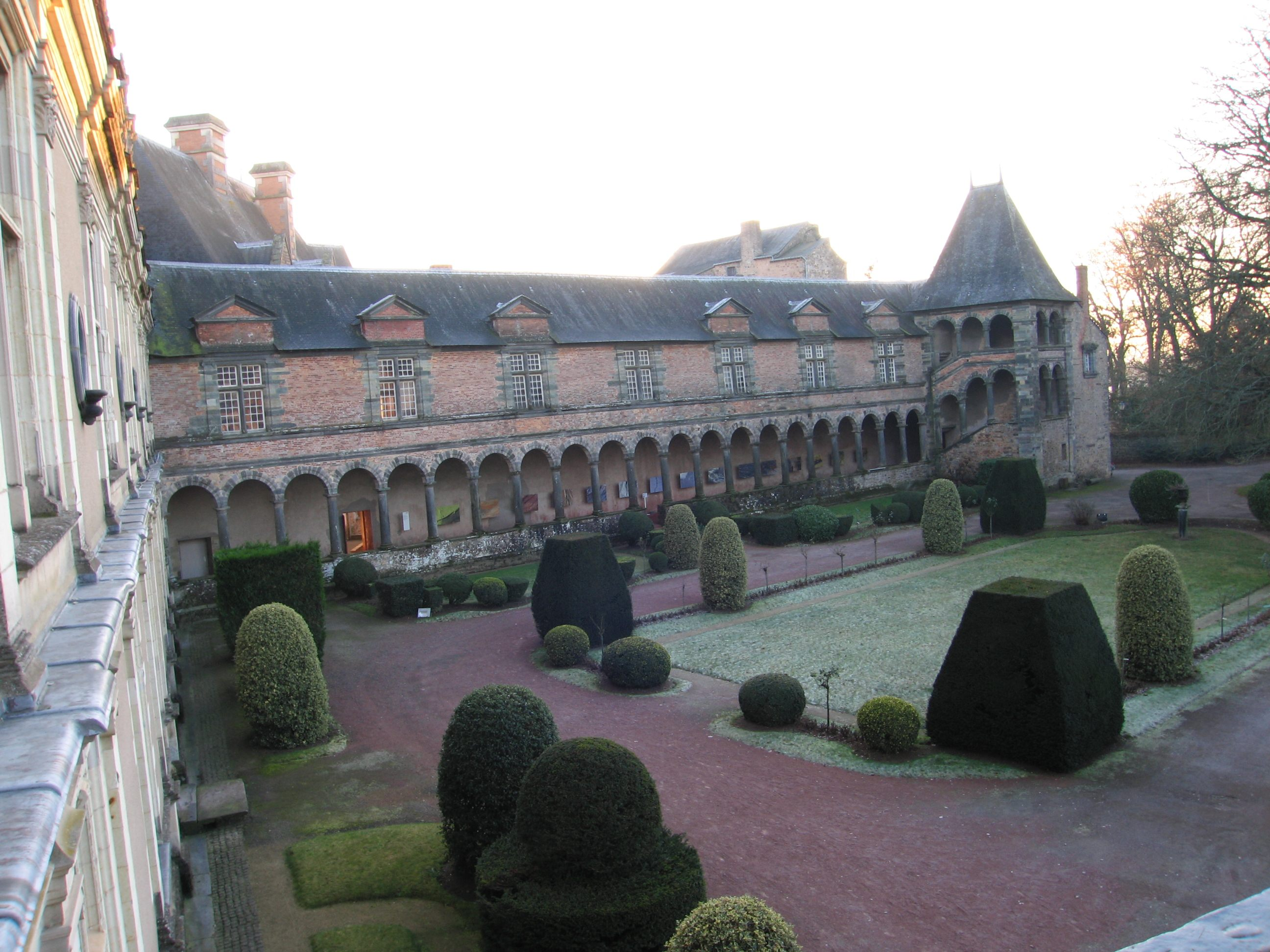
El rey permaneció en el Castillo de Châteaubriant del 16 de octubre al 3 de noviembre de 1565.

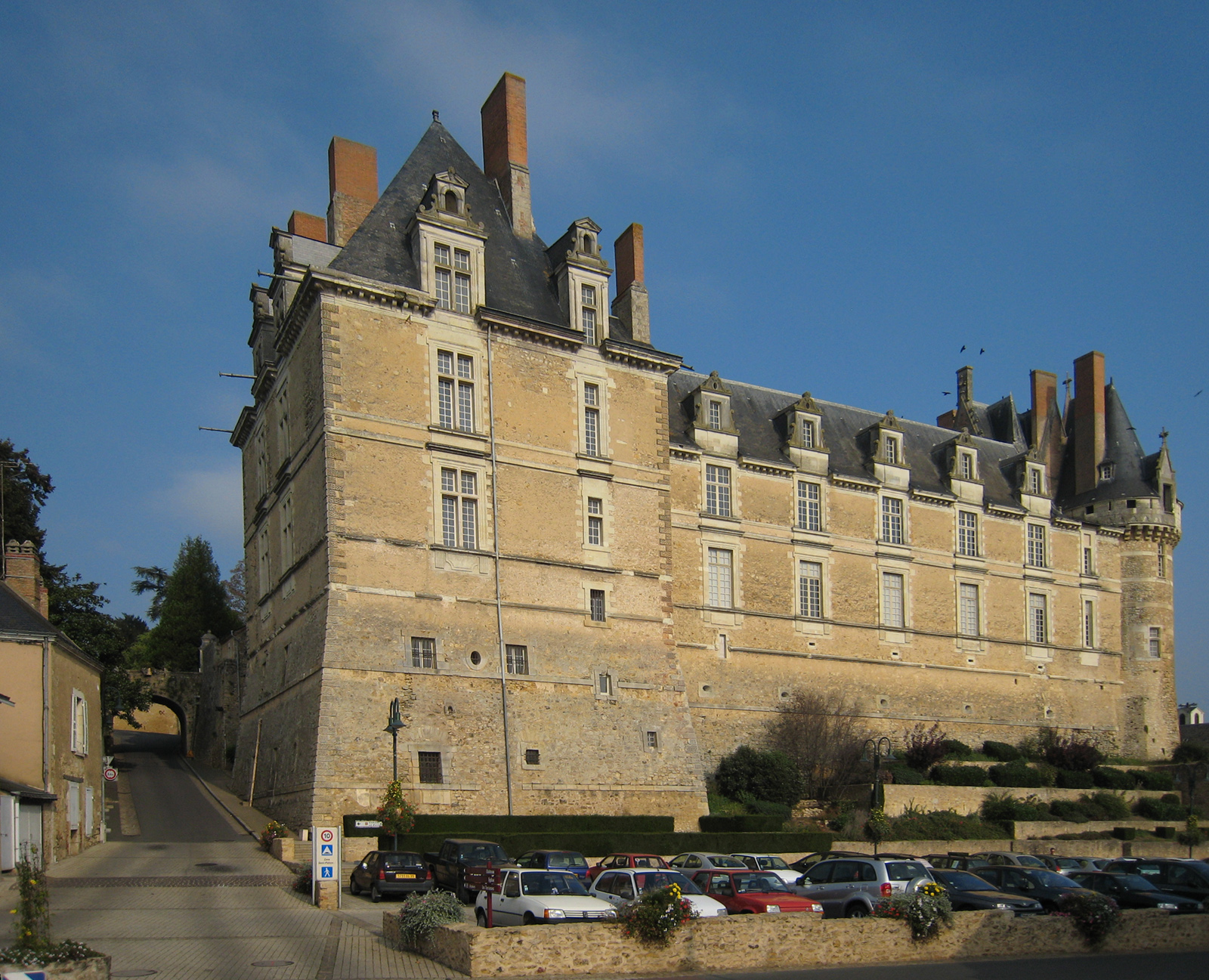
El rey se trasladó al Castillo de Durtal durante tres noches del 9 al 12 de noviembre de 1565.

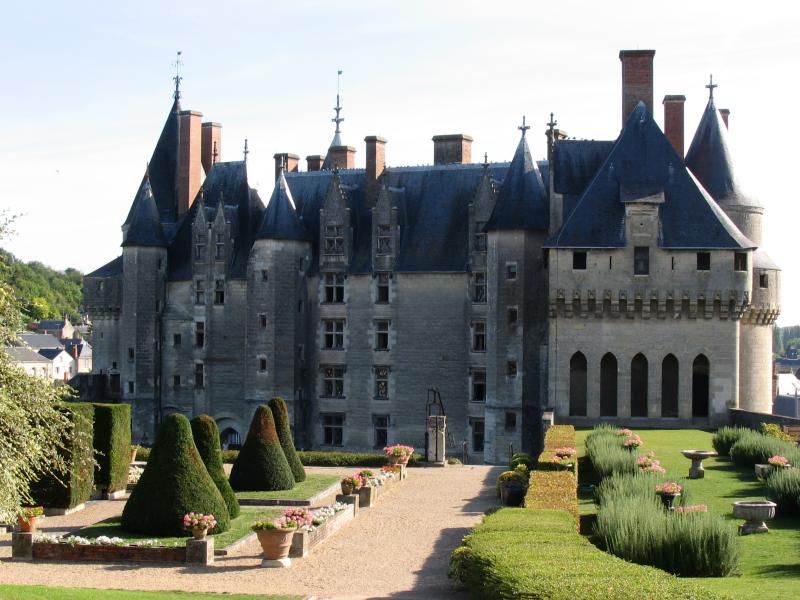
El rey fue recibido en el Castillo de Langeais la noche del 19 al 20 de noviembre de 1565.

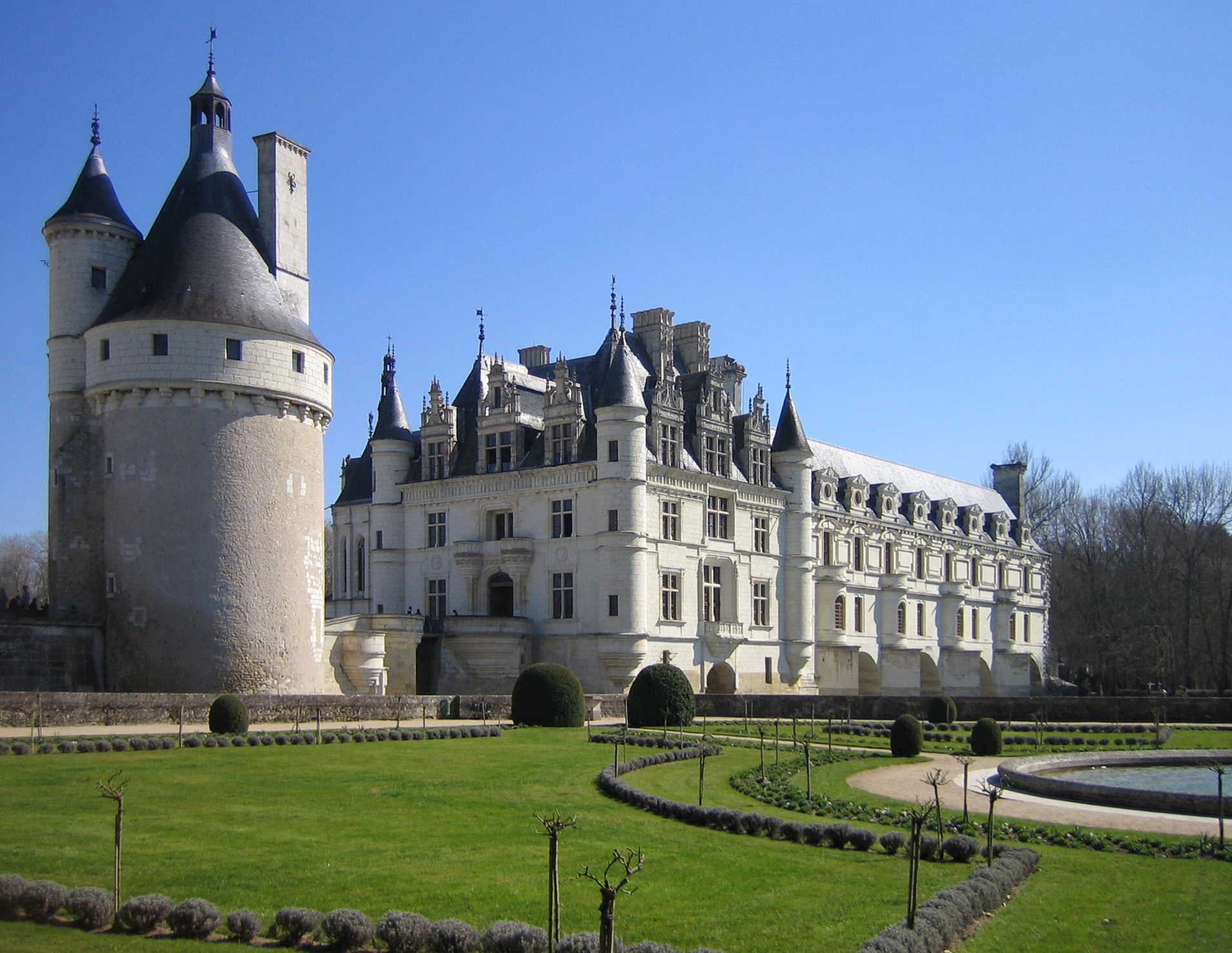
Carlos IX estancia en Castillo de Chenonceau del 1 er al 5 de diciembre de 1565.

Carlos IX entra en el 1ero de octubre de 1565 en provincias atravesadas por el Loira y que son conocidas por sus famosos castillos. Estas son las provincias del Valle del Loira: Turena, Anjou, Orleanesado y Berry. El rey también hizo una pequeña excursión rápida en el sureste de Bretaña, desde 11 de octubre al 4 de noviembre de 1565. Permanece en estas provincias hasta 20 de diciembre de 1565, es decir, 81 días (incluidos 24 días en Bretaña).
- Lerné (1-2 de octubre de 1565): Rey llega a Touraine el 1 octubre y se decidió por la noche en el Castillo de Chavigny, cerca del pueblo de lerne. También cena allí al día siguiente.
- Fontevraud (2-3 de octubre de 1565): El rey llega a Anjou el 2 de octubre y pernocte en Fontevraud.
- Brézé (3-4 de octubre de 1565): Arthus de Maillé-Brézé da la bienvenida al rey el 3 de octubre en su Castillo de Brézé para cenar. Ese día, el Señor de Brézé deja la puerta abierta a todos los asistentes. Luego, el rey pasó la noche allí.
- Martigné-Briand (4-5 de octubre de 1565): El rey cena en Doué y se instala en Martigné-Briand para pasar la noche.
- Brissac (5-6 de octubre de 1565): El rey cena en el pueblo de Menson y duerme en el Castillo de Brissac, que pertenece al condé de Brissac Timoléon de Cossé. Cena allí al día siguiente.
- Gonnord (6 al 8 de octubre de 1565): El rey abandona el castillo de Brissac para dirigirse al Castillo de Gonnord (hoy comuna de Valanjou). Pasó todo el día allí desde el 7 de octubre.
- Jallais (8-9 de octubre de 1565): El rey cena en Chemillé y se instala en Jallais para pasar la noche.
- La Regrippière (9-10 de octubre de 1565): Después de Jallais, el rey se detiene en el castillo de Beaupréau para cenar. Está instalado en una habitación hecha a propósito en el parque, porque el señor del lugar estaba muy enfermo en su castillo (también murió al día siguiente 10 de octubre). Carlos IX no duerme en el castillo de Beaupréau y continúa su camino para pasar la noche en la abadía de Regrippière. Cena allí al día siguiente.
- El Loroux-Bottereau (10-11 de octubre de 1565): El rey, duerme el 10 de octubre en esta pequeña ciudad que separa Anjou y Bretaña.

Del 11 de octubre al 4 de noviembre de 1565, Carlos IX pasa al sureste de la provincia de Bretaña. Allí permaneció 24 días.
- Nantes (11 al 15 de octubre de 1565): El rey cruza el Loira por la mañana en la aldea de La Chebuette (en la actual comuna de Saint-Julien-de-Concelles), luego cena en Thouaré y llega a Nantes para dormir, después de haber atravesado los grandes prados de la ciudad. No fue hasta la tarde siguiente 12 de octubre, que ve pasar las compañías y hace su entrada solemne a la ciudad. Fue recibido en el Castillo de los duques de Bretaña por las autoridades de la ciudad. Pasó tres días en la ciudad durante los cuales se le presentó con bailes tradicionales bretones como el Trihori y el passepied.
- Joué (15-16 de octubre de 1565): Al salir de Nantes, el rey se dirige hacia el norte, cena en un lugar llamado La Galochette y pasa la noche en Joué.
- Chateaubriant (16 de octubre a 3 de noviembre de 1565): El soberano cena en el pueblo pobre de Moisdon y llega al Castillo de Châteaubriant donde es recibido por el condestable Anne de Montmorency. El rey permaneció allí durante 18 días. El 20 de octubre, se entera de que los turcos han levantado el sitio de la isla de Malta, 11 de septiembre de 1565, después de cuatro meses de lucha y una pérdida de 30.000 hombres. Carlos IX hizo encender hogueras al día siguiente para celebrar el evento. También fue durante su estancia en la ciudad cuando firmó el edicto de Châteaubriant que impone la censura a todas las publicaciones escritas en el reino bajo pena de muerte y obliga a cada librería a poseer el Catálogo de libros censurados establecido por la facultad de la Sorbona.
- La Chapelle-Glain (3-4 de noviembre de 1565): El rey abandona Châteaubriant y se dirige al oeste para regresar a Anjou. Cena en Erbray y luego pasa la noche en el Castillo de la Motte (municipio de La Chapelle-Glain).

Carlos IX está de vuelta en el Valle del Loira el 4 de noviembre de 1565. Encuentra la provincia de Anjou que había dejado el 11 de octubre de 1565.
- Louroux (4-5 de noviembre de 1565): Pasando por Anjou, el rey cena en Candé y luego se instala en Louroux para dormir.
- Angers (5 al 7 de noviembre de 1565): El rey cena en un lugar llamado La Touche-aux-ânes (en la actual ciudad de Saint-Léger-des-Bois) y luego llega a la ciudad episcopal de Angers para pasar la noche. No hizo su entrada solemne a la ciudad hasta el día siguiente, después de la cena y el desfile de compañías. Al día siguiente, ya se va de la ciudad.
- Seiches-sur-le-Loir (7 al 9 de noviembre de 1565): Tomando la ruta del noreste, el rey cena y se instala en el castillo del Verger de Seiches-sur-le-Loir del Príncipe de Guémené durante dos días.
- Durtal (9 al 12 de noviembre de 1565): El rey cena en el pobre pueblo de Lézigné, cruza el Loir por un puente y se instala durante tres noches en el Castillo de Durtal, que pertenece a Francisco de Scépeaux, señor de Vieilleville.
- Baugé (12-13 de noviembre de 1565): El rey vuelve a cruzar el Loir, cena en Jarzé y luego duerme en el castillo de Baugé.
- Vernoil-le-Fourrier (13-14 de noviembre de 1565): El rey cena en Mouliherne y duerme en el castillo de Ville-au-Fourrier (en la actual ciudad de Vernoil-le-Fourrier).
- Bourgueil (14 al 19 de noviembre de 1565): El rey cena y se instala durante cinco días en el pueblo de Bourgueil.
- Langeais (19-20 de noviembre de 1565): El rey deja Anjou y llega a Ingrandes, para cenar. Este es el primer pueblo en Touraine, una provincia donde ya ha pasado el 1ero y 2 de octubre de 1565. Luego se dirige al Castillo de Langeais para pasar la noche allí. Los habitantes vienen a recibir al soberano a media legua de la gran aldea, con fardos de paja en la mano. Es un deber, que estén obligados a regresar con el rey la primera vez que venga a ellos.
- Tours (20 de noviembre al 1ero de diciembre de 1.565): El rey cena en el castillo de Maillé (antiguo nombre del municipio de Luynes), cruza el Loira y luego duerme en el Castillo de Plessis-lèz-Tours (en el actual municipio de La Riche). Permaneció allí once días. El 21 de noviembre, después de la cena, observa el desfile de compañías, hace su entrada solemne a caballo y baja a la catedral de San Gaciano de Tours.
- Chenonceaux (1 al 5 de diciembre de 1565): Saliendo del castillo de Plessis-lez-Tours, Carlos IX cena en el Castillo de la Bourdaisière (en la actual ciudad de Montlouis-sur-Loire) y se va a dormir al Castillo de Chenonceau de su madre Catalina de Médicis.
- Amboise (5-6 de diciembre de 1565): El rey se instala para pasar la noche en el Castillo de Amboise.
- Blois (6 al 14 de diciembre de 1565): El rey va a Blois el 6 de diciembre. En el camino, cena en un lugar llamado Ecures (en la actual ciudad de Onzain), que reúne dos o tres tabernas a orillas del Loira frente al Castillo de Chaumont-sur-Loire. Dejó Touraine para el Orléanais. Su estancia en el Castillo de Blois dura ocho días.
- Cheverny (14-15 de diciembre de 1565): el rey duerme en el Castillo de Cheverny.
- Romorantina (15-16 de diciembre de 1565): El rey cena en Mur y duerme en Romorantin.
- Vierzon (16-17 de diciembre de 1565): el rey salió de Orléanais para entrar en la provincia de Berry. Cena en Mennetou y se detiene en Vierzon para pasar la noche.
- Mehun-sur-Yèvre (17-18 de diciembre de 1565): El rey duerme allí.
- Bourges (18-19 de diciembre de 1565): el rey cena y solo duerme una noche en la capital de Berry.
- Dun-le-Roi (19-20 de diciembre de 1565): El rey cena en Saint-Just y duerme en el suburbio de Dun-le-Roi (hoy Dun-sur-Auron). El 20 de diciembre, vuelve a la carretera y deja Berry.

### En Borbonés y Auvernia
Carlos IX entra en el 20 de diciembre de 1565 en las provincias del centro de Francia, a saber, Borbonés (Bourbonnais) y Auvernia (Auvergne). Permaneció en estas dos provincias hasta el 9 de abril de 1566 o 110 días.
- Couleuvre (20-21 de diciembre de 1565): El rey entra en Borbonés, cena en un lugar llamado Le Pont-de-Chargé y pasa la noche en Couleuvre.
- Saint-Menoux (21-22 de diciembre de 1565): El rey cena en Franchesse.
- Moulins (22 de diciembre de 1565 al 23 de marzo de 1566): El rey cena en Souvigny, cruza el Allier por un puente de madera y hace su entrada solemne en la capital de Borbonés el 22 de diciembre. Es la parada más larga del Gran Tour de Francia, y la Corte se instaló durante 91 días. Allí pasó la Navidad y el día de Año Nuevo de 1566. El 29 de enero, El rey obliga al duque Enrique I de Guisa y el almirante Gaspar II de Coligny a abrazarse. Este último es acusado de haber ordenado el asesinato del padre de Enrique I de Guisa, el duque Francisco de Guisa, asesinado el 24 de febrero de 1563. En febrero, firmó el Edicto de Moulins, elaborado por el canciller Michel de L'Hospital. Durante su estancia, el rey prohibió portar armas de fuego. Después de estar enfermo durante quince días en marzo, dejó la ciudad el 23 de marzo después de cenar.
- Bessay (23-24 de marzo de 1566): El rey duerme allí después de dejar Moulins.
- Varennes (24 al 26 de marzo de 1566): El rey pasa dos noches allí. El 25 de marzo, permanece en la ciudad para la fiesta de la Anunciación.
- Vichy (26-27 de marzo de 1566): El rey cena en Saint-Germain-des-Fossés y pasa la noche en una pequeña abadía cerca de Vichy.
- Maringues (27-28 de marzo de 1566): A la salida de Vichy, el rey cruza el Allier por un largo y molesto puente de madera. Este puente marca la frontera entre  Borbonés y Auvernia. Luego, el soberano cena en el pobre pueblo de Saint-Priest-Bramefant y pasa la noche en Maringues.
- Busséol (28-29 de marzo de 1566): El rey cena en el castillo de Pont-du-Château del señor de Curton, vuelve a cruzar el Allier por un puente de madera y se dirige hacia el castillo de Busséol. Es un pequeño castillo en un bosque que pertenece a Catalina de Medici. El rey pasó solo una noche allí y se fue al día siguiente después de la cena.
- Vic-le-Comte (29-30 de marzo de 1566): Después de seis kilómetros por pequeños senderos de montaña, el rey llega a Vic-le-Comte para pasar la noche allí.
- Saint-Saturnin (30-31 de marzo de 1566): Viniendo de Vic-le-Comte, el rey cruza el Allier en un puente de barcos, cruza Saint-Amant para ir a dormir al castillo de Saint-Saturnin que pertenece a la reina Catalina de Medici. Se queda a cenar al día siguiente.
- Clermont (31 de marzo al 3 de abril de 1566): El rey llega a la capital de Auvernia para pasar la noche de 31 de marzo. El 1ero de abril, el rey verá una fuente petrifying fuera de la ciudad. Se dice que esta fuente una vez formó un puente sobre el que pasaba un río. El 2 de Abril, Carlos IX cena en Montferrand y luego hace su entrada solemne a caballo en Clermont.
- Aigueperse (3-4 de abril de 1566) : El 3 de abril, el rey abandona Clermont, cruza Riom y llega hasta Aigueperse para dormir.
- Chantelle (4-5 de abril de 1566): El rey abandona Auvernia y vuelve a entrar en la provincia de Borbonés. Cruza el Sioule por un puente de madera en Ébreuil y cena en la Abadía de Saint-Léger de Ébreuil. Luego duerme más al norte en el Château de Chantelle.
- Montmarault (5-6 de abril de 1566): El rey cena en la aldea de La Coût (en el actual municipio de Target) y duerme en el castillo de Serre cerca de Montmarault.
- Cosne-en-Bourbonnais (6 al 8 de abril de 1566): El rey cena en la aldea de Les Brets (en la actual ciudad de Villefranche-d'Allier) y duerme en Cosne-en-Bourbonnais (actualmente Cosne-d'Allier). El 7 de abril, el rey permanece en el pueblo para la fiesta del Domingo de Ramos.
- Torcy (8-9 de abril de 1566): El rey cena en Theneuille y duerme en Torcy. El 9 de abril, continúa su viaje hacia el norte, cena en el Château de Grossouvre y luego abandona la provincia de Bourbonnais.

### De regreso a París
El rey vuelve a la capital. Por esto, después de salir de Borbonés el 9 de abril de 1566, atravesará las provincias de Nivernés (Nivernais), Borgoña, Champaña e Isla de Francia (Île-de-France).
- La Guerche-en-Nivernais (9-10 de abril de 1566): El rey se detiene la noche del 9 de abril en La Guerche-en-Nivernais (hoy La Guerche-sur-l'Aubois) para pasar su primera noche en Nivernés.
- La Charité (10 al 16 de abril de 1566): El rey cena en Aubigny, cruza el Loira en La Charité y entra en esta ciudad. Se queda 5 días allí, debido a las celebraciones de Semana Santa que preceden al Domingo de Pascua que tuvo lugar el 14 de abril este año.
- Donzy (16-17 de abril de 1566): El rey abandona La Charité y toma la dirección de Auxerre. Cena en Narcy y pasa la noche en Donzy.
- Sougères-en-Puisaye (17-18 de abril de 1566): El rey hace su entrada y cena en Entrains y luego duerme en el castillo de Pesselière (en la actual ciudad de Sougères-en-Puisaye).
- Auxerre (18-19 de abril de 1566): El rey cena en Ouanne, sale de Nivernés para entrar en Borgoña y se instala en la ciudad episcopal de Auxerre. Solo queda una noche en la ciudad.
- Joigny (19-20 de abril de 1566): El rey toma la dirección de Sens. Cruza el Yonne, cena en el Château de Regeanne del obispo de Auxerre, sale de Borgoña para entrar en Champaña y pasa la noche en Joigny.
- Villeneuve-le-Roi (20-21 de abril de 1566): El rey cena en Armeau y pernocta en Villeneuve-le-Roi (hoy Villeneuve-sur-Yonne).
- Sens (21 al 23 de abril de 1566): Carlos IX está de vuelta en Sens en 21 de abril de 1566, donde ya ha realizado una corta estancia del 15 a 17 de marzo de 1564 al comienzo de su gran tour de Francia. Se queda en la ciudad todo el día desde el 22 de abril.
- Bray-sur-Seine (23-24 de abril de 1566): El rey cena en Sergines y duerme en Bray-sur-Seine.
- Nangis (24-25 de abril de 1566): El rey cruzó el Sena por el puente Bray, cenó en Mons y pasó la noche en Nangis.
- Montceaux (25 al 30 de abril de 1566): El rey cena en Touquin y duerme en el castillo de Montceaux que pertenece a Catalina de Médici.
- Saint-Maur-des-Fossés (30 de Abril-1 de mayo de 1566): El rey cena en Bussy-Saint-Georges, luego sale de Champaña para entrar en Île-de-France. Cruza el Marne en Saint-Maur-des-Fossés y se detiene en esta ciudad para la última noche de su gran tour de Francia.

El 1 de mayo de 1566, el rey abandona Saint-Maur-des-Fossés y llega a París para cenar con Madame du Perron (Marie-Catherine de Pierrevive) en el faubourg Saint-Honoré. El rey estuvo ausente de París durante dos años, tres meses y seis días, y viajó 902 leguas (un equivalente a 2.929.696 km.).

## Resumen
En marzo de 1564, comenzó una gran gira por Francia organizada por la reina madre, para mostrar al rey a sus súbditos y dar a conocer su reino al rey. También ayudó a pacificar el reino. La ruta pasó por las ciudades más agitadas del reino: Sens y Troyes en Champaña. Salió de Francia en Bar-le-Duc y Ligny por la frontera de Lorena, y prosiguió por Dijon, Mâcon (una ciudad estratégica en el río Saona), y el valle del Ródano: Lyon, Roussillon, Valence, Montélimar, y Aviñón en el Condado Venaissin.
Después de un alto de tres semanas, la visita continuó hacia Salon-de-Provence y Aix, luego llegó a Hyères para la fecha de Todos los Santos de 1564. El rey pasó por Tolón y Marsella, donde la gente lo recibió entre celebraciones y salió de la Provenza pacificada. En el Languedoc, visitó el puente del Gard en diciembre.
A continuación, la comitiva real se dirigió a Montpellier, Narbona y Carcasona, donde pasó la Navidad. Estas dos últimas ciudades, como Toulouse, habían terminado por completo con su población protestante. En las ciudades protestantes de Gascuña, fue recibido con respeto, pero nada más. En Montauban, donde entró el 20 de marzo de 1565, se debió negociar el desarme de la ciudad, donde Blaise de Montluc había resistido tres sitios. Toulouse y Burdeos, en manos de los católicos, se mostraron más conformes.
La gran gira pasó el 14 de junio por Bayona a través de Mont-de-Marsan para negociar un tratado con España, que fracasó. En julio, se dirigió nuevamente a Gascuña, y en agosto y en septiembre al valle de Charente. En estas regiones, con una considerable minoría protestante, la paz era extremadamente frágil, y los protestantes asumieron el Edicto de Amboise no sin reproches. Sin embargo, en todas partes se mostró lealtad al rey. La única excepción se produjo en La Rochelle (última entrada de un rey, antes de 1627), donde los protestantes mostraron su insatisfacción.